# Collezione Colonna

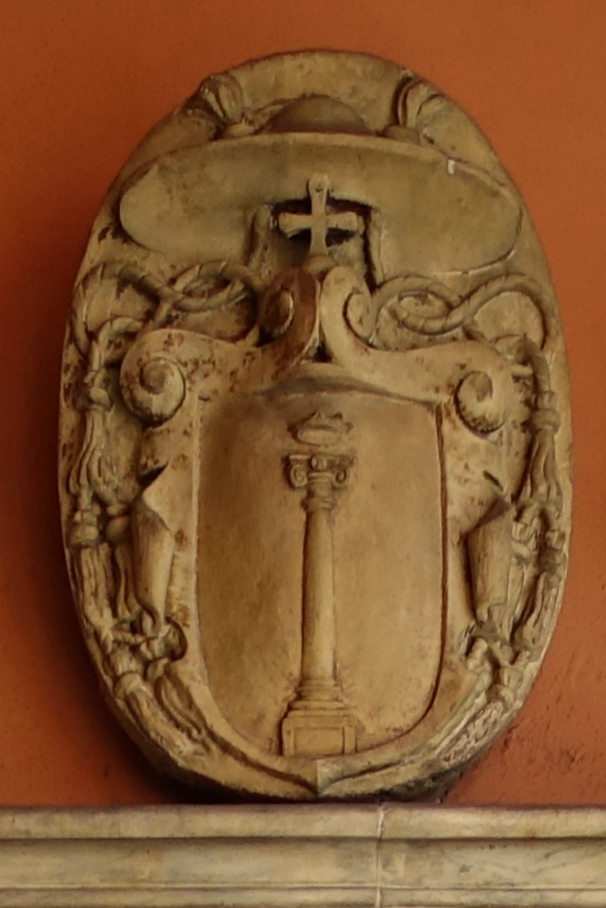
Lo stemma della famiglia
Colonna nel monumento funebre del cardinale Girolamo in Santa Maria in Cosmedin a Roma

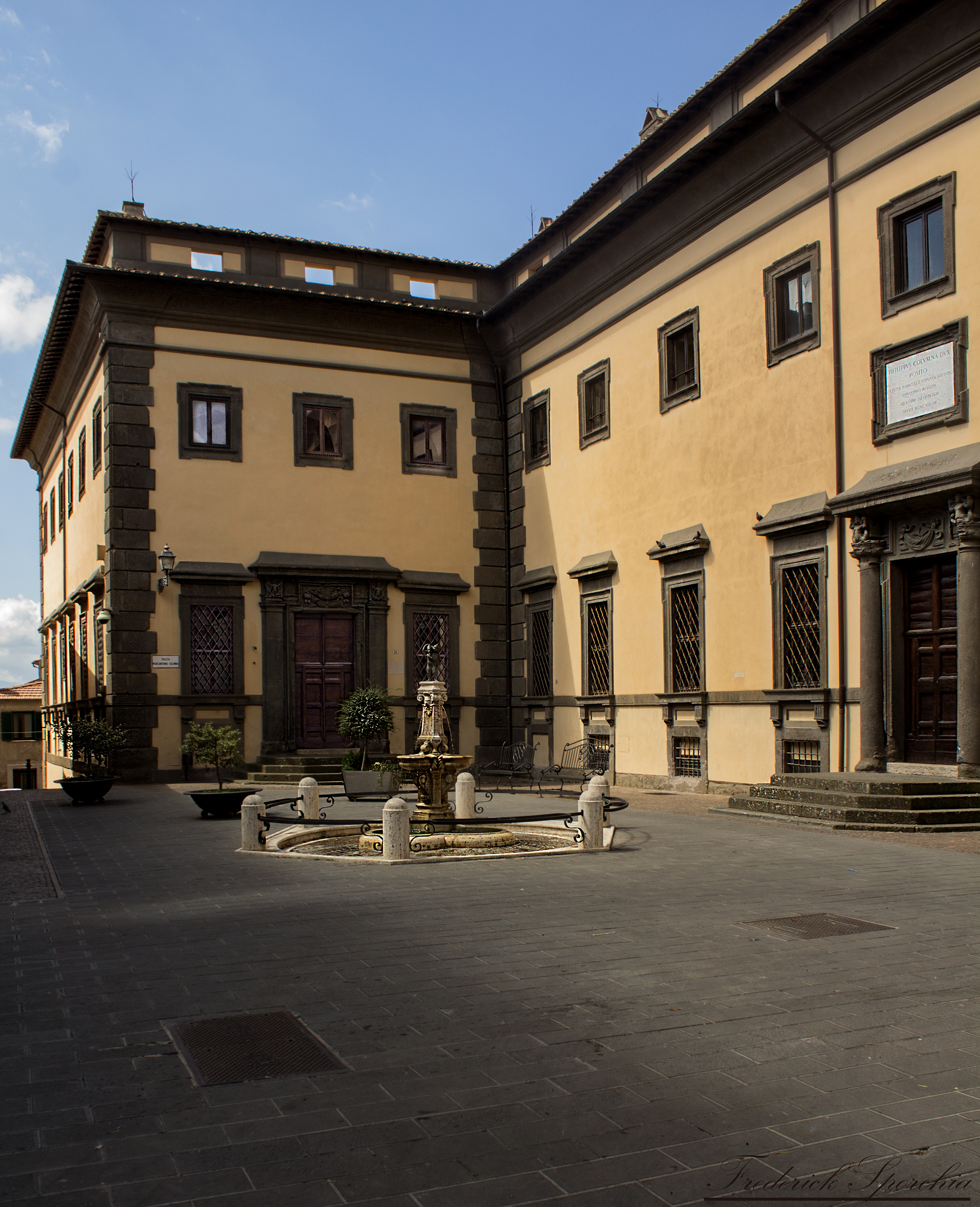
Palazzo Colonna, Paliano

La collezione Colonna, nello specifico del ramo dei principi di Paliano, è una collezione d'arte nata a Roma nel XVI secolo e tutt'oggi appartenente all'eponima famiglia.
Considerata una delle famiglie patrizie romane di più antica origine assieme agli Orsini, superata in termini di espansione feudale nel corso del Seicento solo dalle famiglie Borghese e Barberini, la famiglia Colonna struttura la sua ricchezza sui ruoli e successi che ha sia nello Stato Pontificio, sia nel Regno di Napoli e in quello di Sicilia.
Dichiaratamente schierati con la Corona di Spagna, gli esponenti Colonna di Paliano possiedono nel tempo tutti i principali titoli previsti dalla monarchia ispanica: sono insigniti del Gran Connestabilato del Regno di Napoli (di cui il primo a ricevere l'investitura è Fabrizio Colonna, nel 1497 da re Ferdinando d'Aragona), ricevono la collana del Toson d'Oro (il primo è Marcantonio II nel 1559, seguito poi da Marcantonio V, Lorenzo Onofrio e Filippo II), il titolo di viceré di Aragona dal 1678 al 1681 fino ad arrivare carica di viceré del Regno di Napoli in due occasioni, tra il 1530 e il 1532 e tra il 1687 e il 1688 (ottenute rispettivamente dal cardinale Pompeo Colonna e da Lorenzo Onofrio). Contestualmente a questi riconoscimenti Marcantonio III nel 1589 ottiene da papa Sisto V anche il titolo di Assistente al Soglio Pontificio in rappresentanza del patriziato romano.
Seppur il casato annoveri un papa (Martino V, del 1417 al 1431) e svariati cardinali, la collezione non è espressione del mecenatismo clericale, bensì di quello di esponenti aristocratici della famiglia, su tutti Lorenzo Onofrio Colonna, principe di Paliano, con feudi sia nello Stato Pontificio che nel Regno di Napoli, presso cui ricopriva la carica di Gran Connestabile di Spagna, assistente al Soglio Pontificio, viceré di Aragona dal 1678 al 1681, Grande di Spagna e titolare del Toson d'Oro, nonché viceré di Napoli per poco più di un mese tra il 1687 e il 1688.
La collezione detenuta dalla linea di discendenza del ramo dei principi di Paliano viene conservata tra le svariate residenze familiari trovando l'apice nella Galleria Colonna dello storico palazzo familiare in piazza Santi Apostoli a Roma, dove rimane il nucleo originario della raccolta, tutt'oggi di proprietà agli eredi della famiglia.
La collezione costituisce assieme a quelle Pallavicini e Pamphilj una delle principali raccolte d'arte private a Roma, tra le più notevoli del periodo barocco.

## Storia

### Cinquecento

#### Origini della collezione

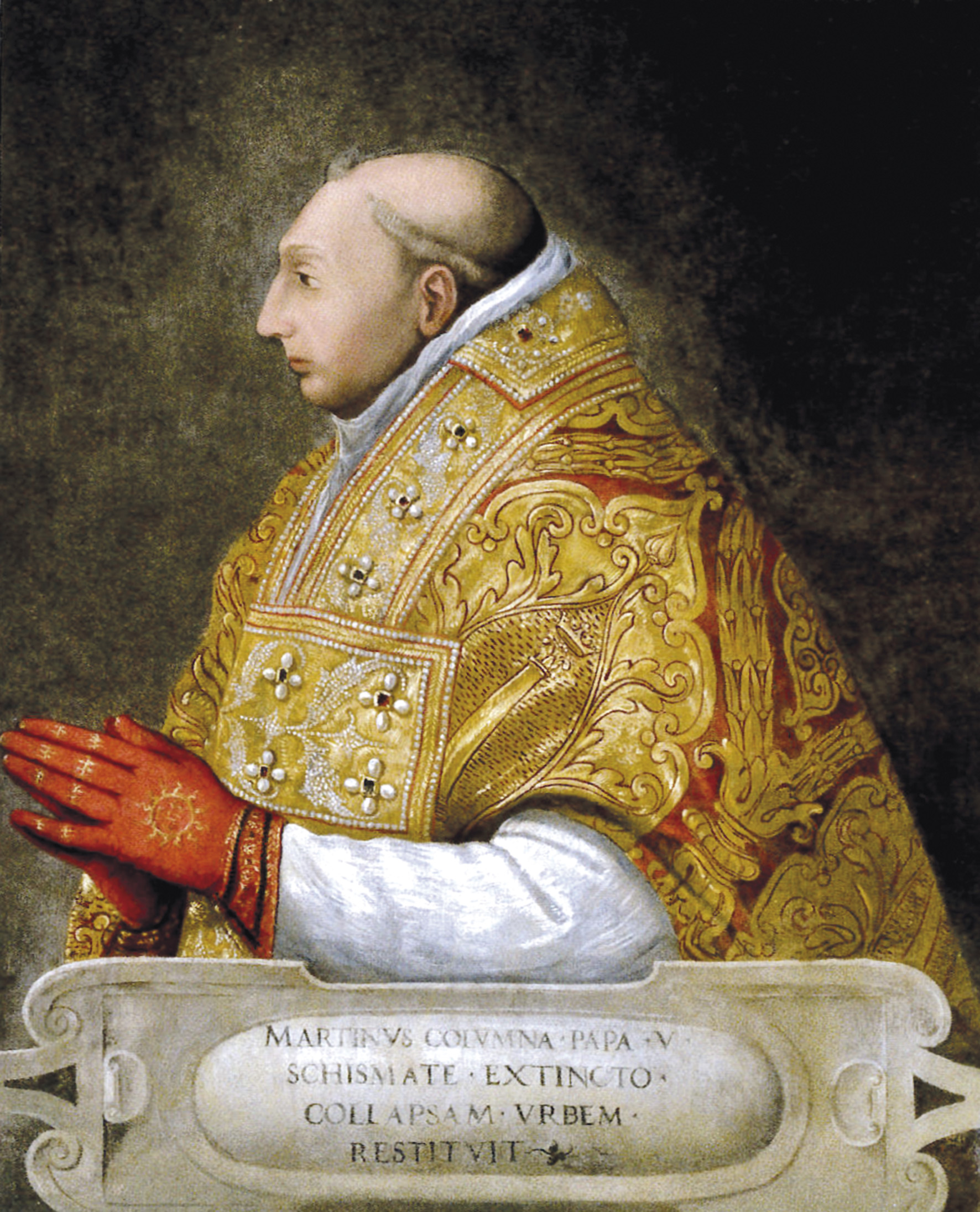
Ritratto di papa Martino V, copia del dipinto originale di Pisanello (Galleria Colonna, Roma

Il primo inventario di casa Colonna risale al 1545, dove sono registrati presso la residenza di piazza Santi Apostoli a Roma abiti, stoffe, mobilia, suppellettili, qualche libro e alcune immagini votive. I primi quadri della collezione sono segnalati nel successivo inventario post mortem di Ascanio I Colonna, datato 1557, nello specifico quattro ritratti: di papa Martino V Colonna, del duca di Urbino Francesco Maria della Rovere, di un cardinale inglese, della marchesa di Pescara e un altro di San Tommaso d'Aquino.
Successivamente con il figlio Marcantonio II, celebre condottiero che ebbe i successi nella battaglia di Lepanto, altri quadri indicati provenienti da Roma sono segnalati nella sua residenza in Sicilia durante il periodo del suo viceregno sull'isola.
Tuttavia un primo nucleo della collezione strutturato con consapevolezza, quindi inteso come investimento sui beni acquisiti con lo scopo di accrescere il prestigio sociale della famiglia, si ha solo alla fine del XVI secolo con Filippo I Colonna, il quale pur conservando ancora l’immagine del condottiero, peculiarità di tutti i principali esponenti del casato nel corso della storia di famiglia, dopo essere stato Gran Connestabile di Spagna nel Regno di Napoli si occupa di abbellire il suo palazzo di Roma trasformandolo da edificio semplice, austero e "militaresco" a palazzo gentilizio, iniziando nel contempo la raccolta di opere d’arte con l'immissione di soggetti sacri.

### Seicento

#### La collezione sotto Filippo I Colonna
Nei primi anni del XVII secolo, Caravaggio è in fuga da Roma per l'omicidio di Ranuccio Tomassoni, Filippo I lo aiuta nell'esilio tenendolo nascosto presso i propri feudi nel basso Lazio prima (non si ha certezza se a Zagarolo, Paliano o un altro) e a Napoli poi, presso il palazzo Carafa della Stadera a Chiaia, dimora della zia Giovanna Colonna, sposata con Antonio Carafa. In questi frangenti (1606) il pittore realizza due pitture, la Cena in Emmaus (versione di Milano) per il marchese Patrizi e la Maddalena in estasi (identificabile con la cosiddetta versione "Klein"), rimasta invece a Giovanna senza mai confluire nella collezione Colonna "madre", ma passando in dote alla collezione Carafa del marito (presso i cui eredi cui rimarrà fino al 1873).

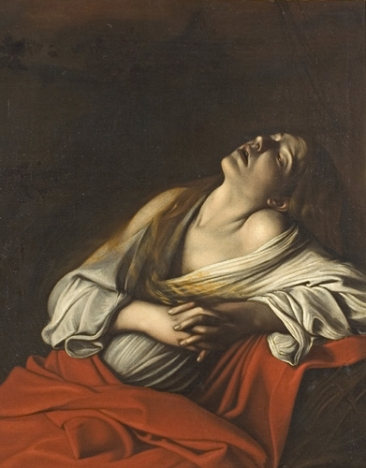
Maddalena in estasi (versione Klain), Caravaggio (realizzata per Giovanna Colonna, protettrice del pittore a Napoli)

Il primo inventario della collezione Colonna avviene nel 1611 alla morte di Marcantonio IV, originariamente designato a dare continuità alla casata. Quest'ultimo infatti, in quanto primogenito di Marcantonio III, è l'erede dei beni familiari a cui viene affidata la discendenza colonnese di Paliano. Tuttavia morendo prematuramente a soli sedici anni privo di eredi, deve ritornare allo zio Filippo e alla sua linea di discendenza tutti i beni e i titoli paterni. Seppur sono elencati nel documento 248 dipinti, di cui in prevalenza ritratti di personaggi di casa Colonna o loro parenti (anche di pontefici e personalità legate alla Corona di Spagna) mentre 109 pezzi sono di soggetto religioso (santi e beati gesuiti), figurano nel catalogo già i primi soggetti mitologici (due storie di Atteone e Orfeo) o caravaggeschi (una Buona ventura).
Filippo I apporta alla collezione svariate aggiunte nel corso della prima metà del secolo, soprattutto nature morte e pitture con soggetti di genere, portando l'inventario del 1613 a registrare ben 337 quadri nel palazzo romano. A questi si affiancano i beni nelle residenze dei feudi di Genzano, Marino e Paliano, dove l'evoluzione collezionistica del principe porta anche lì a un incremento dei quadri, a Genzano soprattutto ritratti, soggetti mitologici, letterari e nature morte, mentre a Marino soggetti profani come un'Allegoria delle quattro stagioni e battaglie.
Un successivo inventario dei beni di palazzo Colonna ai Santi Apostoli del 1632 elenca un lieve aumento rispetto al precedente, ossia 365 opere, tra cui fanno ingresso svariati disegni di Raffaello e uno di Francesco Salviati, unici nomi assieme a quelli di Sofonisba Anguissola, il Tempesta e Ottavio Leoni a comparire negli inventari di casa.
Con la morte di Filippo I nel 1639 la collezione passa ai figli Marcantonio V e il cardinale Girolamo Colonna. Dall'inventario redatto dopo la morte di Filippo I nel 1640 risultano nella collezione varie nature morte, soggetti mitologici, paesaggi e scene di genere. Compaiono per la prima volta un Trionfo di Bacco, una serie di dieci quadri con le muse e Apollo, una Venere che pettina Cupido, un Bacco con due satiri, 78 nature morte, due paesaggi e un quadro di Buffone con maschera.
A questi dipinti si aggiungono anche altre opere che contemporaneamente a Filippo I, un altro figlio, Pietro, abate commendatario di Subiaco e di San Clemente in Pescara, acquisisce per la collezione familiare. Dall'inventario del 1640 (ma già da uno precedente del 1636) figurano acquisiti per suo tramite un Ritratto del cardinale Girolamo Colonna (fratello di Pietro), una Natività due quadri su San Clemente, il Nettuno a cavallo con dee (copia dal Cavalier d'Arpino, che figurerà anche nell'inventario di Filippo II nel 1714), una scena del Carnevale romano, quattro tele con le età dell'uomo, una serie di incisioni con ritratti di pittori e svariate stampe topografiche di diverse città.

#### La collezione sotto Marcantonio V Colonna

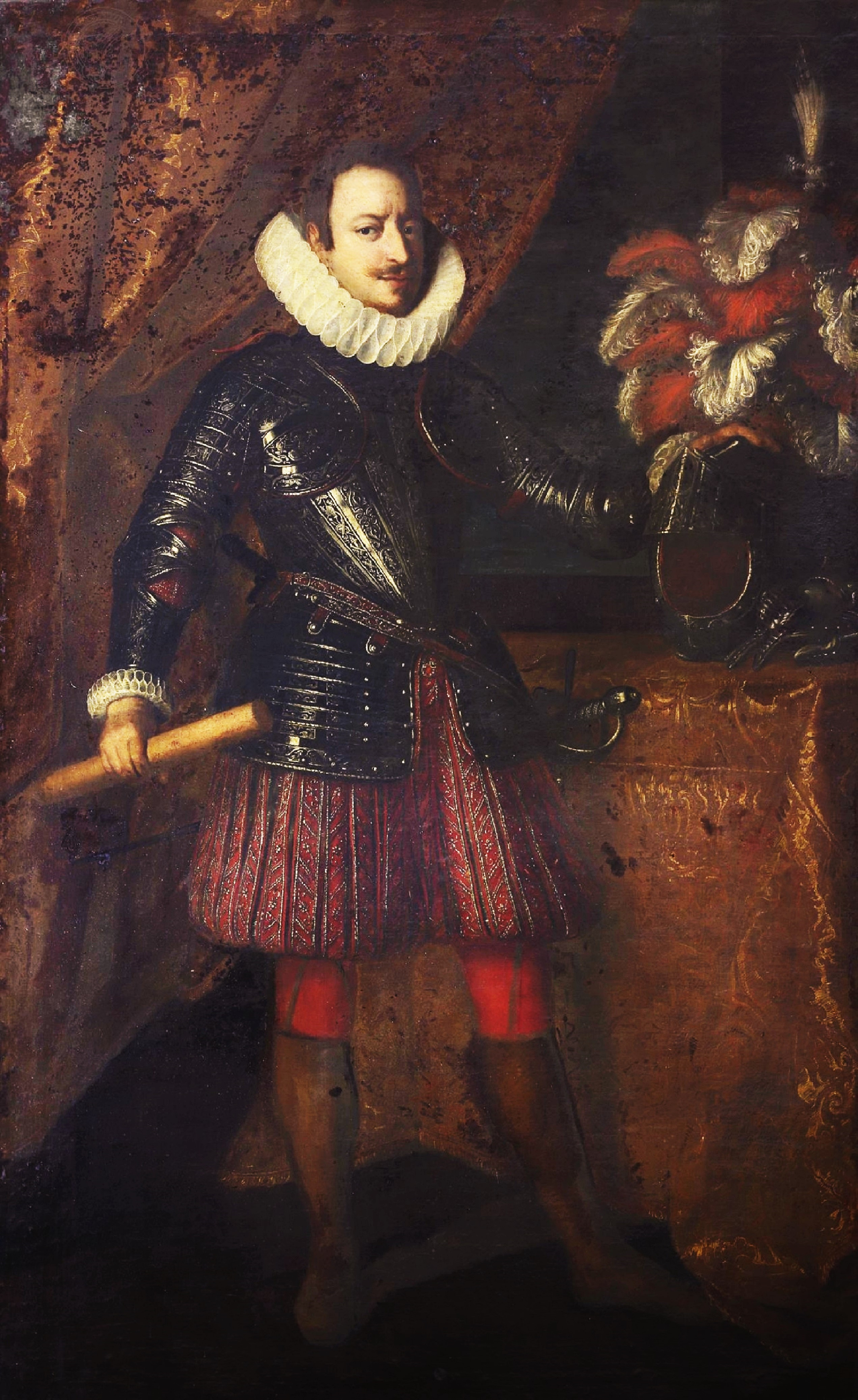
Ritratto di Marcantonio V Colonna, Pietro Novelli

Marcantonio V, che giunge a Roma dalla Sicilia nel 1641, apre la collezione alla pittura locale contemporanea. Nel successivo inventario del 1654 figura un lieve aumento di dipinti e compaiono per la prima volta alcuni dei nomi tipici dell'ambiente artistico locale (di contro in quello del 1640 compare solo il nome di Francesco Albani), quindi Andrea Sacchi (Ebbrezza di Noè), Pier Francesco Mola, Claude Lorrain, Paul Bril, Gaspard Dughet, Gregorio e Mattia Preti (di cui del secondo sono San Carlo fa l'elemosina, Cesare passa il Rubicone e Suicidio di Catone), Carlo Maratta, Guercino, Guido Reni e Francesco Cozza (Morte di Didone, Maddalena e Mosè salvato dalle acque).
Morto nel 1659 la collezione familiare passa al figlio Lorenzo Onofrio, il quale sarà il principale artefice del successo in campo mecenatistico della famiglia.

#### La collezione del cardinale Girolamo Colonna

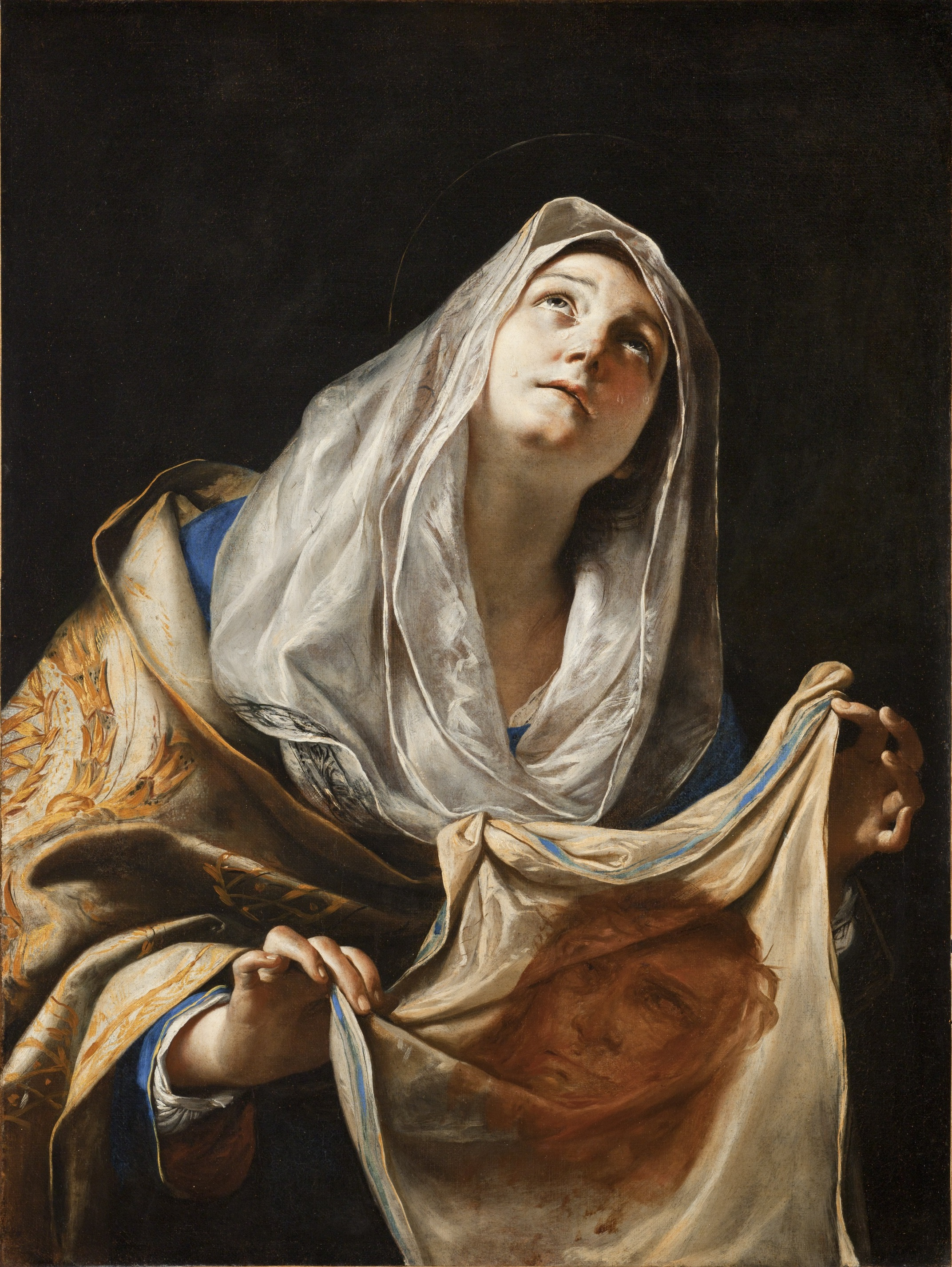
Santa Veronica, Mattia Preti

Nel frattempo anche il cardinale Girolamo apporta aggiunte al registro dei beni familiari, mediante acquisizioni per la propria collezione personale di opere dal mercato bolognese durante i suoi trascorsi nella città emiliana dal 1643 una volta divenuto arcivescovo. Il primo inventario delle opere del cardinale risale al 1648 e registra una cinquantina di opere tutte di scuola bolognese, che poi confluiranno nella collezione madre di famiglia.
L'ultimo inventario redatto alla sua morte nel 1666 fotografa la sua collezione, che consta di 466 dipinti, prima di confluire in quella principale (a quella data trasferita al nipote Lorenzo Onofrio). Entrano così opere di Guercino (David festeggiante, San Paolo, Sant'Agnese e quindici suoi disegni), Guido Reni (Salomè, San Pietro piangente, la Maddalena, una Fuga in Egitto, un San Francesco con due angeli), i Carracci, Francesco Albani, (Ecce Homo e il Ratto d'Europa), Francesco Gessi, e altri. Figurano nel suo inventario personale anche opere di Mattia Preti (Santa Veronica), autore già noto in casa colonna con diverse opere collezionate nel frattempo da Marcantonio V.
Tra le massime iniziative del cardinale c'è la costruzione della galleria nel palazzo ai Santi Apostoli, avviata nel 1654 sotto la direzione dell'architetto Antonio Del Grande.
Marcantonio V muore nel 1659, lasciando l'eredità della collezione al figlio Lorenzo Onofrio, mentre Girolamo resta proprietario della sua personale raccolta, composta da 466 pezzi.

#### La collezione sotto Lorenzo Onofrio Colonna

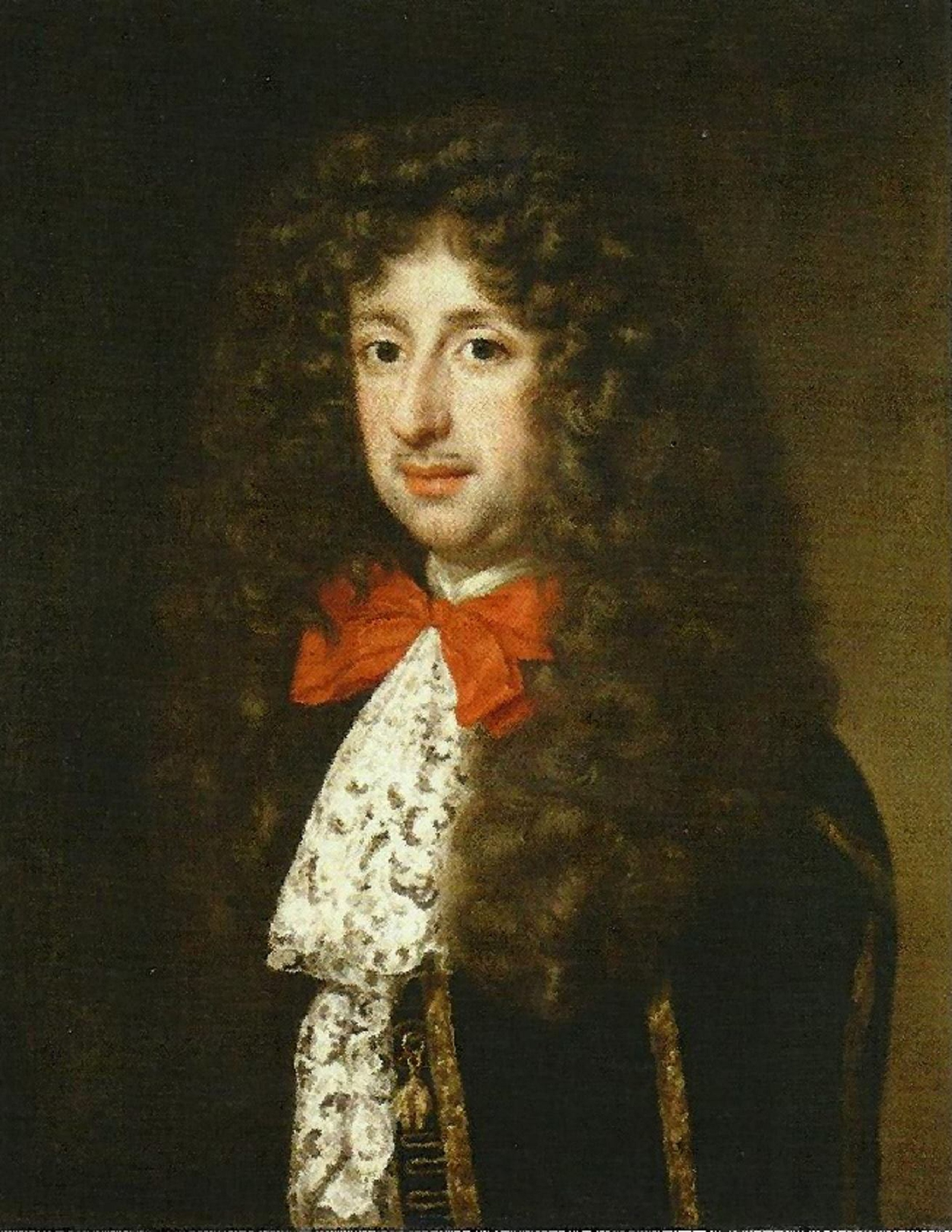
Ritratto di Lorenzo Onofrio Colonna, Jacob Ferdinand Voet

Sotto la gestione di Lorenzo Onofrio Colonna la collezione raggiunge la massima espansione in termini quantitativi e qualitativi. Innanzitutto il principe è il primo Connestabile della famiglia a non praticare l'esercizio delle armi, bensì a dedicarsi al mecenatismo artistico (non solo pittura ma anche musica, letteratura e teatro).

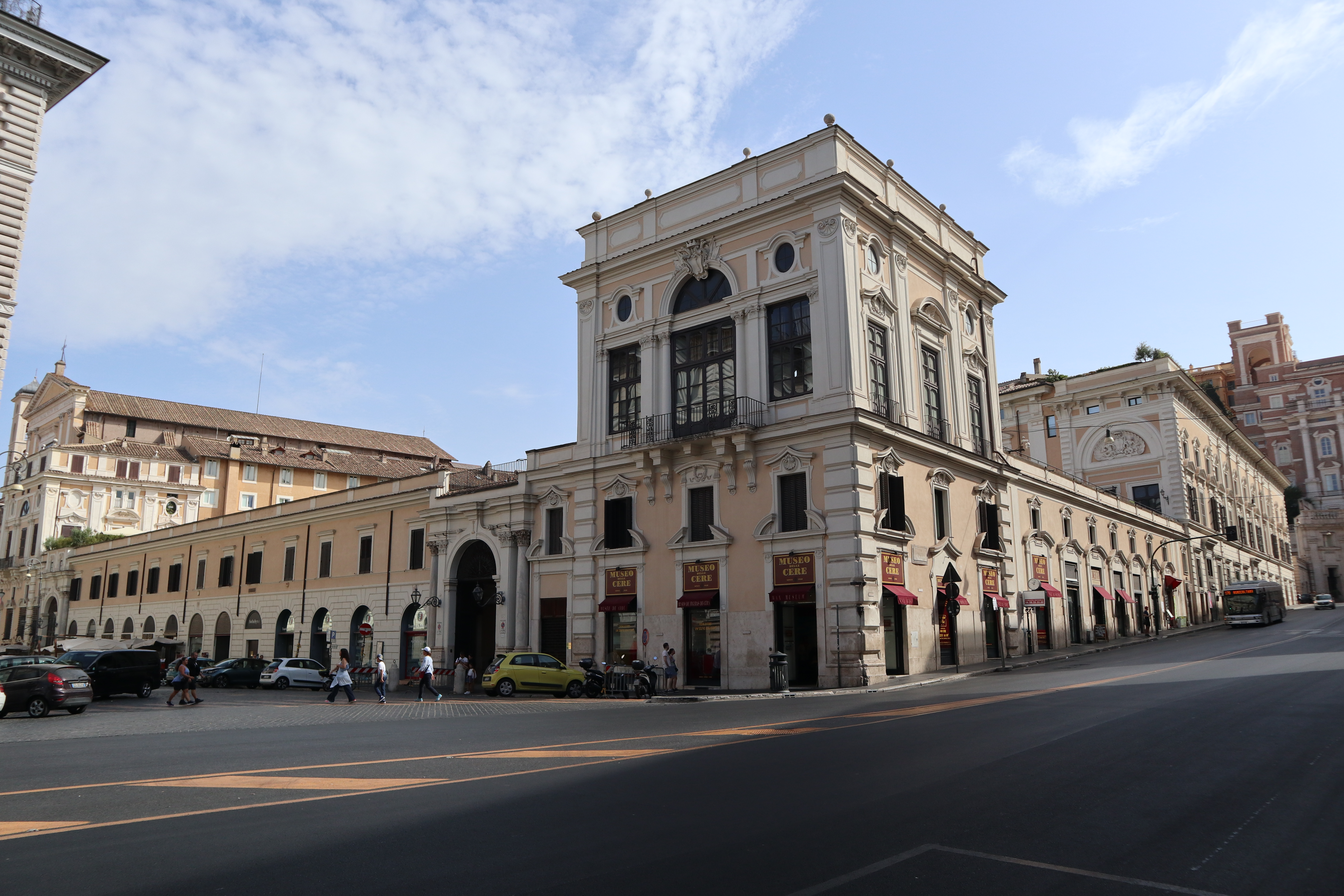
Palazzo Colonna in piazza Santi Apostoli, Roma

Il palazzo di piazza Santi Apostoli a Roma viene appositamente ristrutturato in ordine anche alle esigenze familiari, quindi sia come degno luogo di rappresentanza della famiglia, sia per ospitare la sontuosa raccolta romana.
Il primo inventario della collezione sotto la sua gestione è datato 1664, dieci anni dopo l'ultimo redatto con Marcantonio V, registrando circa 200 opere complessive (probabilmente alcune sono state nel frattempo trasferite in altre residenze della famiglia, come il Riposo durante la fuga in Egitto del Lorrain comprato da Marcantonio V, che sarà nel palazzo di Marino fino al 1783 quando ricompare a Roma). Tra le immissioni (35 quadri) avute dopo l'ultimo inventario di Marcantonio V figurano opere di Carlo Maratta (di cui il Bagno di Diana realizzato in collaborazione con Gaspard Dughet), un Ecce Homo di Palma il Giovane, svariati santi di Guido Reni, Annibale Carracci, Pier Francesco Mola e Domenichino una Testa di cavallo del Cavalier d'Arpino e alcuni ritratti (tra cui quello della moglie Maria Mancini e un altro del primogenito Filippo II). Nel 1666, intanto, il cardinale Girolamo muore e trasferisce la propria collezione, composta da 466 pitture, al nipote.

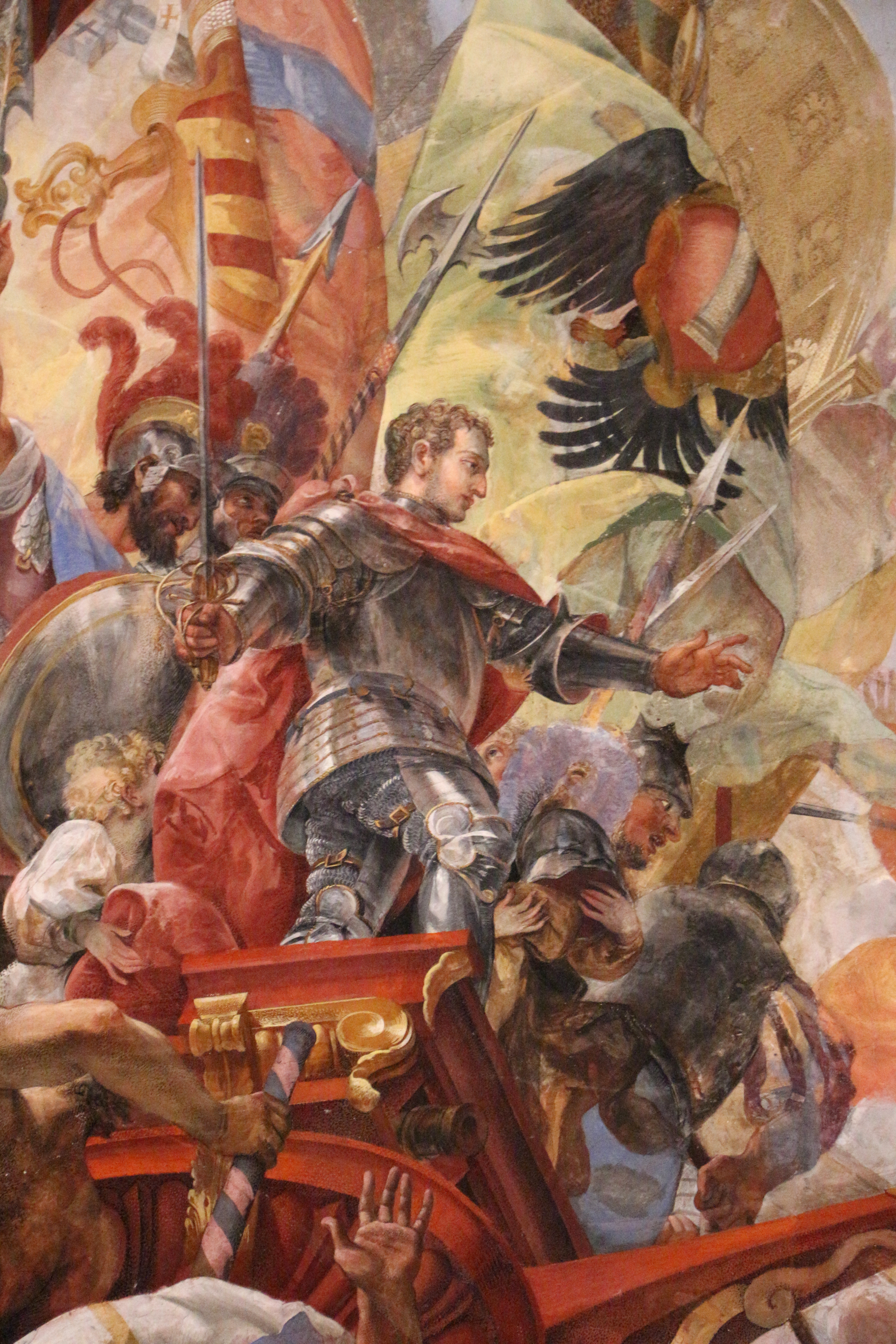
Particolare dell'affresco sulla volta di una sala del palazzo Colonna, con le Storie della battaglia di Lepanto di Filippo Gherardi e Giovanni Coli

Nel 1672 Carlo Maratta viene pagato 330 scudi per l'esecuzione dei putti dipinti in quattro specchi della Galleria. Nel 1677 vengono acquistati sei piccoli quadri di Nicolas Poussin dalla collezione Massimo. Tra il 1675 e il 1678 vengono invece commissionati a Filippo Gherardi e Giovanni Coli i cicli di affreschi con Storie della vita di Marcantonio II nella volta della Galleria di palazzo Colonna a Roma, il cui cantiere viene seguito in questa fase dall'architetto Girolamo Fontana. Nel 1679 viene redatto un secondo inventario della collezione, che arriva a contare 1.180 opere (di cui 549 pezzi sono acquisiti direttamente da Lorenzo Onofrio tra il 1664 e il 1679 e 466 ricevuti dallo zio Girolamo).

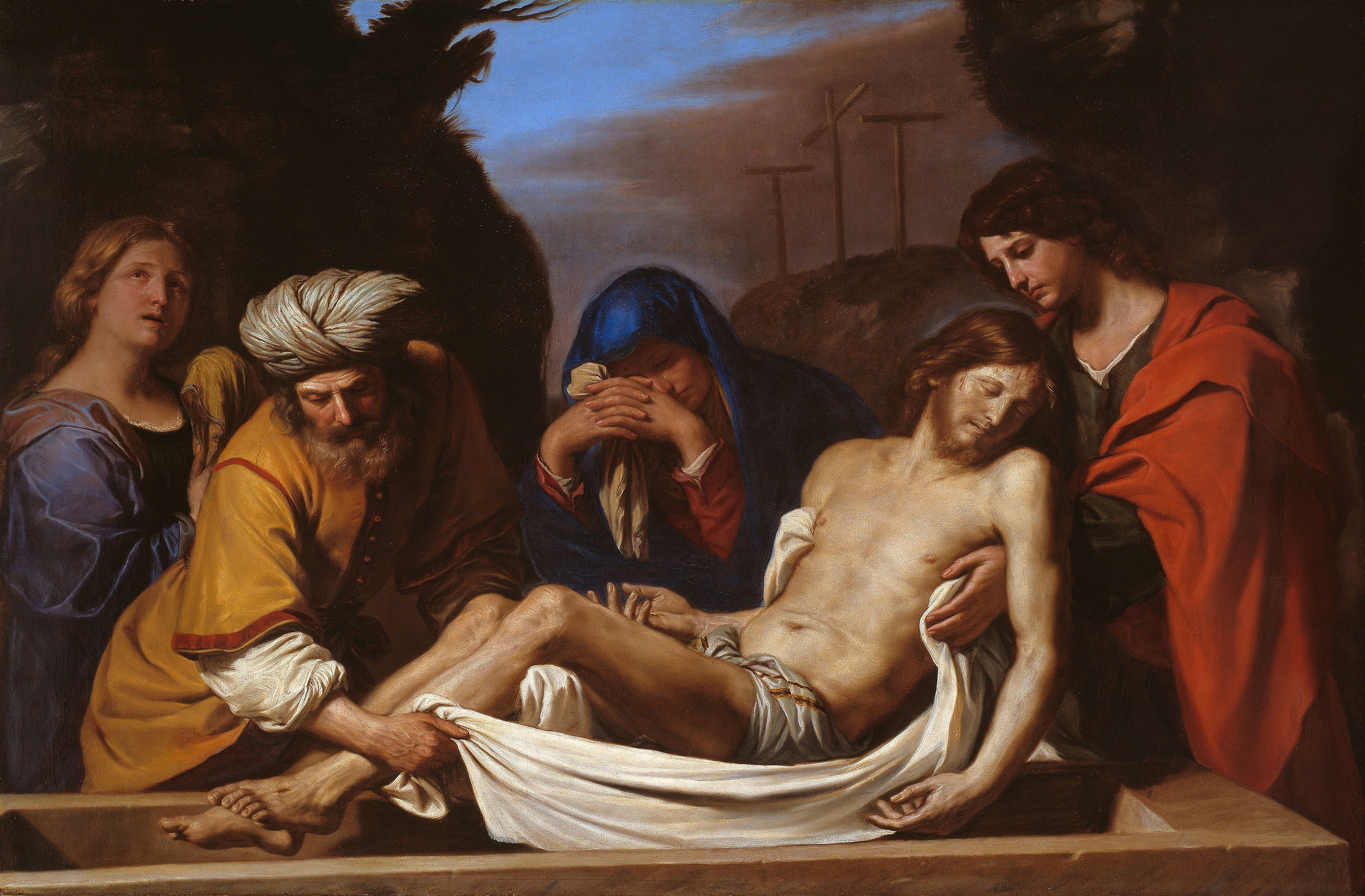
Pietà, Guercino

Da questo secondo registro risultano immesse molte pitture paesaggiste (soprattutto di Dughet, Lorrain e Poussin), nature morte e altri quadri prim'ordine, di cui alcuni dei quali provenienti anche dallo zio Carlo (Sant'Antonio di Andrea Sacchi) e altre del Seicento bolognese, in linea con quelle che raccolte dallo zio Girolamo, tra cui la Pietà del Guercino (lascito del marchese Angelelli), una Santa Margherita, un Putto dormiente, una Madonna, un'altra Madonna con san Giovanni e una Testa di Guido Reni, due paesaggi con Ermina fra i pastori (pagati entrambi complessivi 300 scudi, dal marchese Gaspare Pallotta, erede della collezione del cardinale Guglielmo), una Venere con un amorino e le Tre Grazie di Francesco Albani, un Adamo ed Eva (noto in tre redazioni identiche, di cui questa Colonna acquistata nel 1670 dal principe Lorenzo Onofrio e identificabile con la versione oggi a Washington) e una coppia di oli su rame raffiguranti il Paesaggio con Tobia e l'angelo e con Mosè e il rovereto ardente del Domenichino, un San Francesco e altri tre paesaggi con figure di Annibale Carracci, due figure di santi, una Storia di Rachele e il Ritratto di Maria Mancini di Pier Francesco Mola. Le opere sono quasi esclusivamente acquistate dal mercato locale (antiquari o direttamente dalle botteghe degli artisti) e solo di rado commissionate direttamente agli artisti, eccezion fatta per Claude Lorrain, che figura tra i contatti più frequenti del principe, e per il ritrattista di casa Ferdinand Voet.
Accanto a questi nomi compaiono anche opere di artisti della scuola romana, quindi il Sacrificio di Cesare di Carlo Maratta, che intanto divenne consigliere per gli acquisti di Lorenzo Onofrio, due quadri su San Giovanni Battista, il Mercurio e il boscaiolo e il Ritrovamento di Mosè di Salvator Rosa, il Compianto di Caino sul corpo di Abele di Andrea Sacchi, una serie di 23 ritratti di dame romane con uno di Claudio imperatore di Ferdinand Voet.

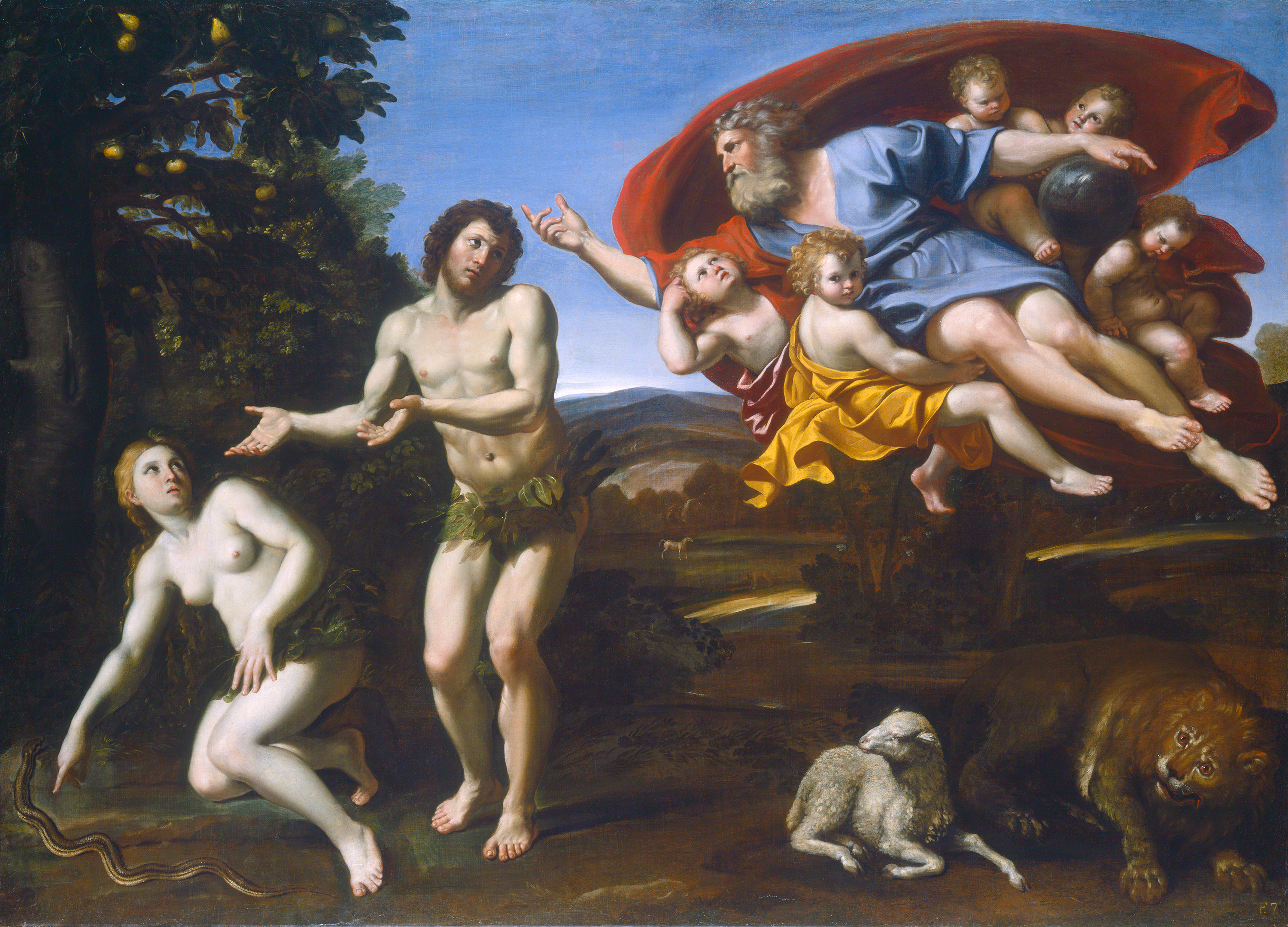
Adamo ed Eva, Domenichino

Nel 1689, alla morte di Lorenzo Onofrio viene redatto il terzo e ultimo inventario dei beni derivanti dalla sua gestione, il quale registra nell'arco di venticinque anni dal primo inventario una crescita notevole della mole di opere che la compongono, 929 pezzi (di cui 549 dal 1664 al 1679 e 380 dal 1679 al 1689), che sommati al lascito del cardinale Girolamo e al gruppo originario lasciato da Marcantonio V, arrivano a costituire un totale di 1.563 opere fra quadri, stampe e disegni, senza contare la mobilia antica, gli affreschi e altri componenti di arredi che riempiono gli appartamenti nobiliari delle residenze.

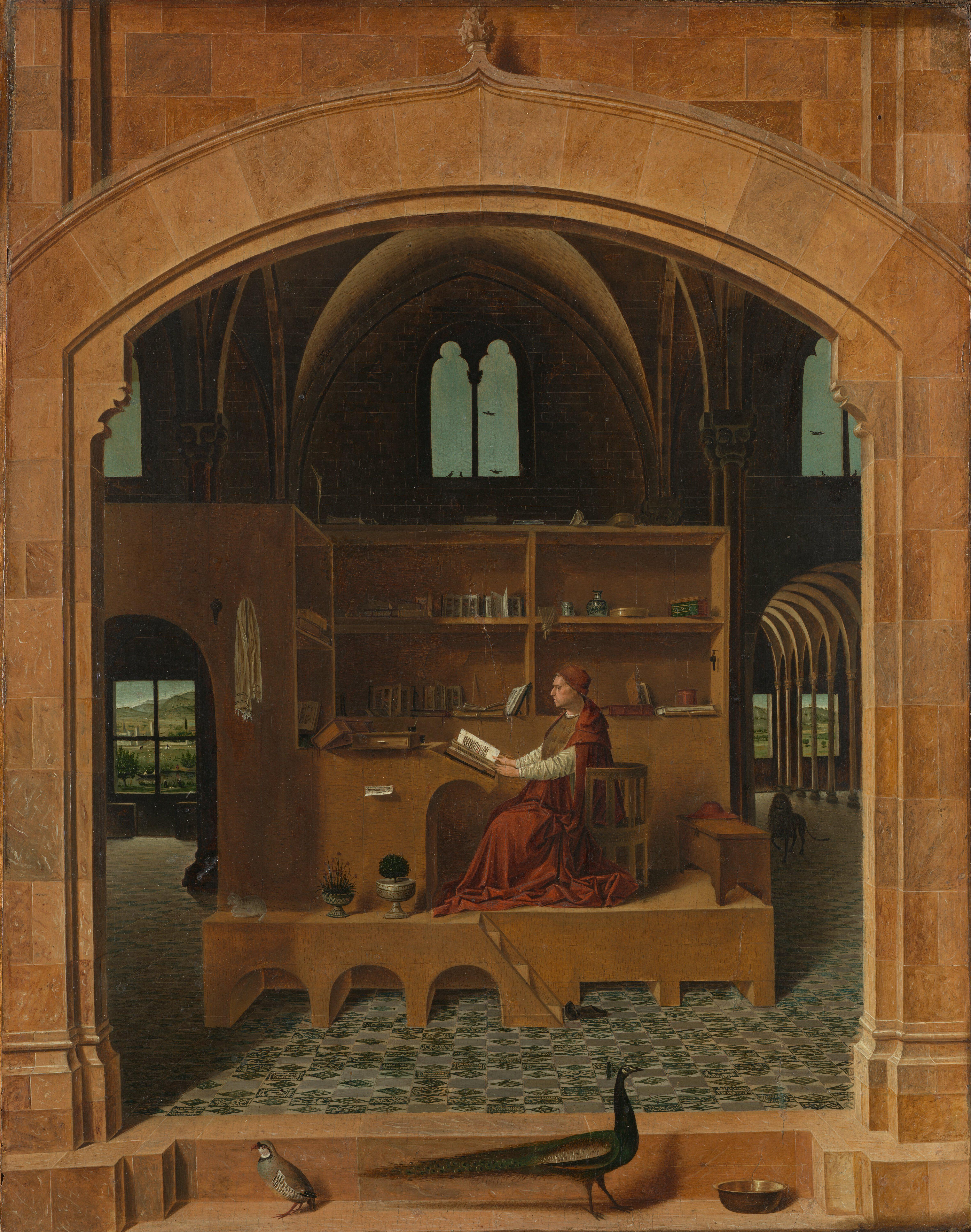
San Girolamo nello studio, Antonello da Messina

L'inventario del 1689 permette altresì di stabilire la distribuzione dei soggetti: 660 quadri sono a soggetto sacro, 300 sono ritratti, 246 paesaggi, prospettive e marine (nello specifico rispettivamente 199, 27 e 20 pezzi), 142 sono scene di genere, 97 nature morte, 103 a soggetto letterario (di cui 85 a soggetto mitologico) e infine 15 battaglie. Tra i quadri più important che compaiono in questo documento figura un San Girolamo nello studio assegnato a Albrecht Durer (oggi ricondotto a Antonello da Messina e individuabile nella tavola di Londra), un Ecce Homo di Francesco Bassano, un Carro con Nettuno di Francesco Solimena, i gruppi di paesaggi del Lorrain, uno con Psiche davanti al palazzo di Cupido (cosiddetto Castello incantato) e Psiche salvata dal suicidio, altri due paesaggi ispirati alle Metamorfosi di Ovidio, la Ninfa Egeria piange Numa e il Bacco al palazzo di Stafilo, poi il Didone ed Enea e il loro seguito partono per la caccia e Ascanio uccide il cervo di Silvia, poi ancora il Parnaso e un piccolo paesaggio pastorale.
Il palazzo Colonna e la collezione d'arte sono così segnalate in tutte le principali guide dei viaggiatori come meta obbligatoria della città. Gli artisti più presenti nella raccolta sono Dughet, Lorrain, Albani, Mola, Salvator Rosa, Bril, Jacob Ferdinand Voet e Pieter Mulier, mentre i generi maggiormente rappresentati sono paesaggi, nature morte, quadri di genere (come ad esempio bambocciate) ma anche soggetti sacri. Numerose sono anche le opere del Cinquecento veneziano, probabilmente acquistate da Lorenzo Onofrio durante i suoi frequenti viaggi nella città lagunare.

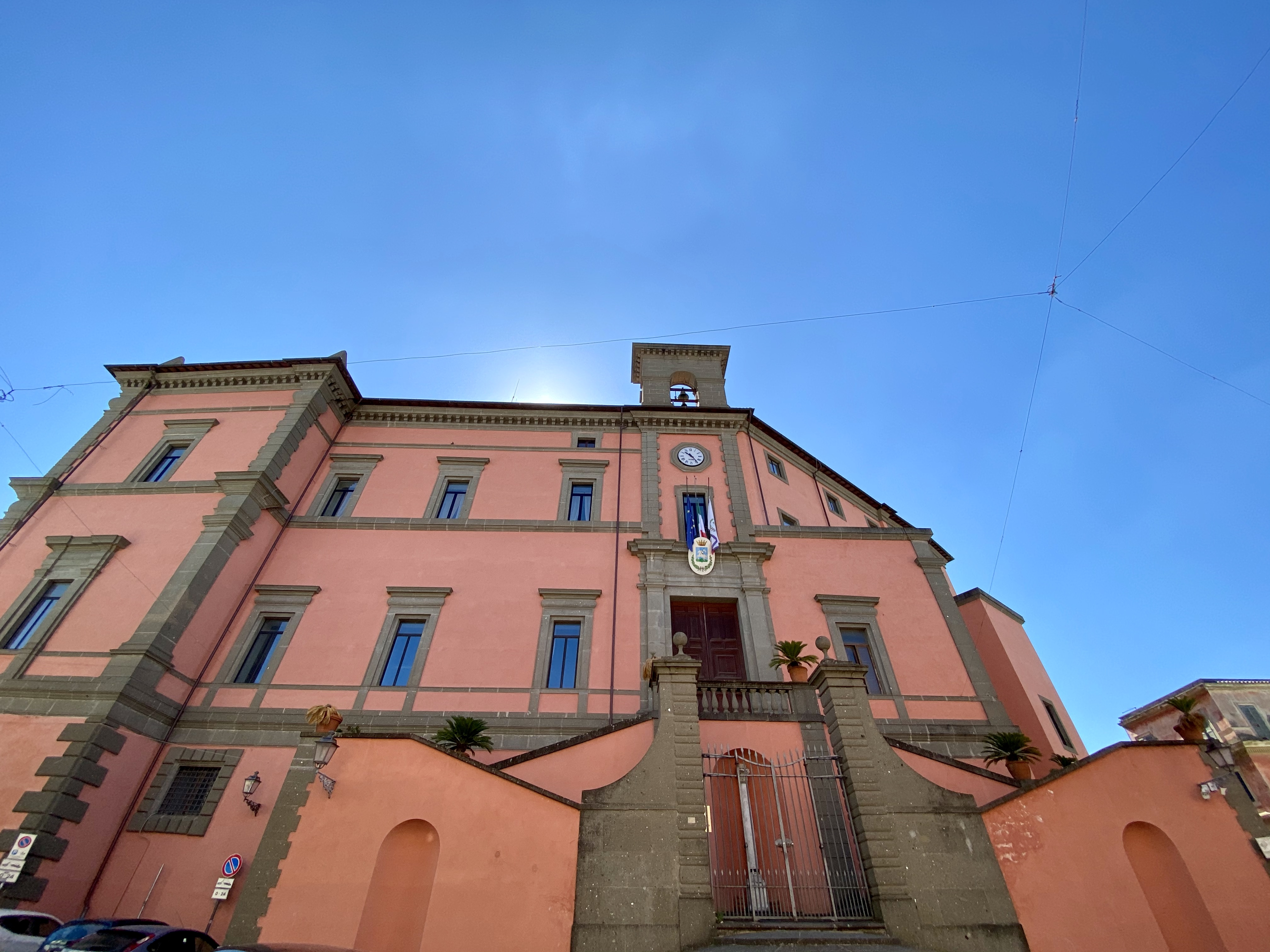
Palazzo Colonna, Marino

Seppur le acquisizioni sono copiose e incessanti per tutta la vita del principe, queste rappresentano per lo più un accrescimento quantitativo della collezione: i quadri vengono infatti reperiti senza un vero e proprio criterio di omogeneità (tecnica, stile, supporto o dimensione) e disposti lungo le pareti delle residenze familiari (soprattutto del palazzo ai Santi Apostoli) con lo scopo di riempire tutti gli spazi scoperti.
Sotto la guida del nobile la dimensione della collezione dei principi di Paliano diventa ancor più consistente se si includono anche le opere sparse tra le varie proprietà extra-urbane dei Colonna, in particolare quelle di Marino, Paliano e Genazzano, arrivando a contare un totale di 4.419 opere. La biblioteca messa su dal principe nel palazzo romano ai Santi Apostoli (un'altra precedente costituita dal cardinale Ascanio fu lasciata in eredità al Capitolo Lateranense) arriva a raggiungere 1.100 volumi, particolarmente preziosi anche per qualità.
Col testamento di Lorenzo Onofrio alcune opere si spostano inoltre tra i vari familiari, tra cui alcune ai cugini, figli della sorella Anna e Taddeo Barberini, come la Santa Veronica di Mattia Preti, che compare a partire dal 1689 nelle raccolte del cardinale Carlo; tuttavia nulla viene lasciato alla moglie Maria Mancini, con cui ebbe una vita coniugale in costante conflitto.

#### La collezione sotto Filippo II Colonna

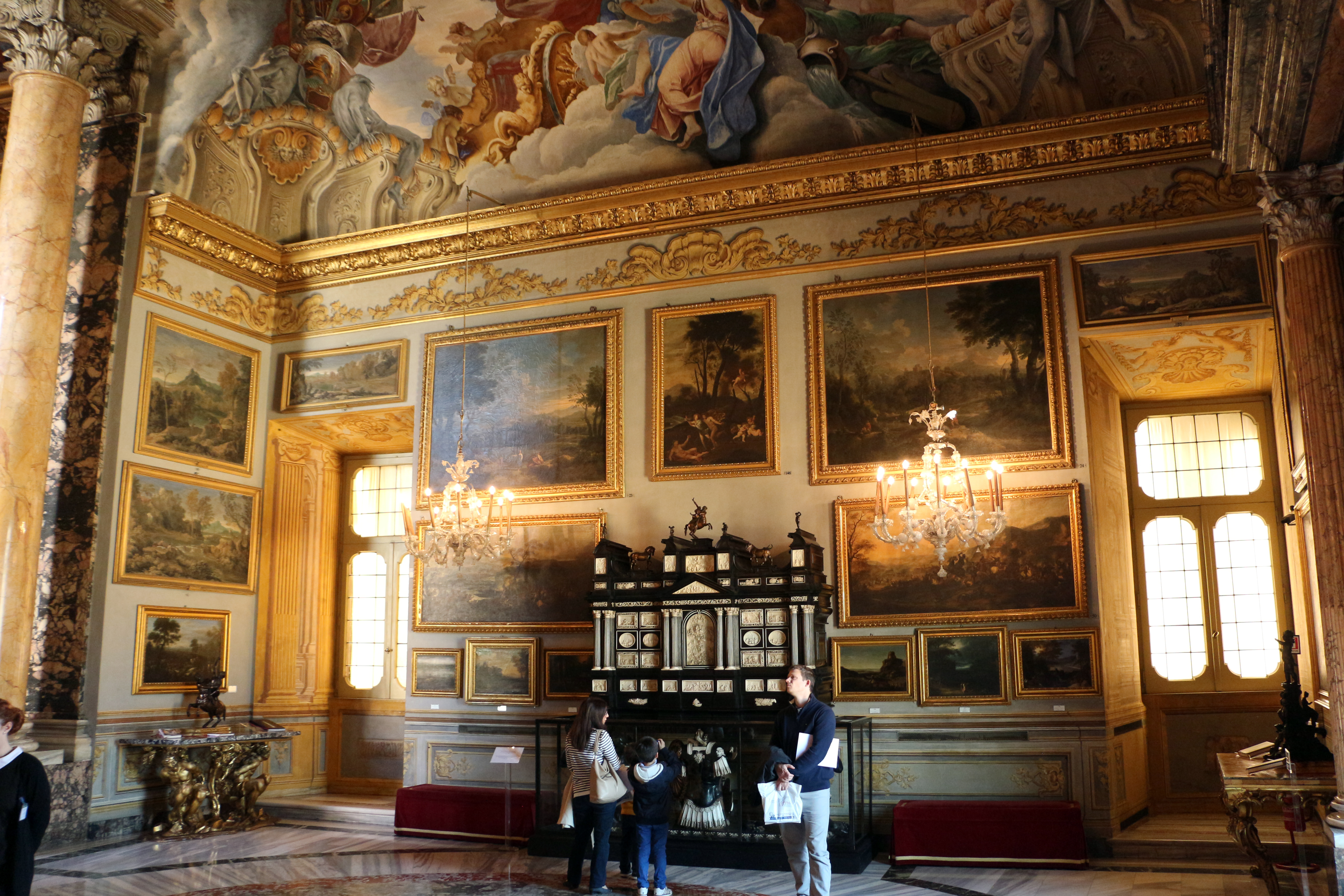
La sala dei Paesaggi di palazzo Colonna a Roma

Nel 1693 viene redatta la prima guida della Galleria Colonna, dove oltre agli affreschi del Tempesta, del Dughet, Mulier, Giovan Paolo Schor, Benedetto Luti, Giuseppe Bartolomeo Chiari, Sebastiano Ricci, Gherardi e Coli, sono citati anche i principali quadri che compongono la collezione artistica.
La collezione è rappresentata come una delle più grandi e importanti della città, vantando la menzione di svariate opere dei principali artisti: Gesù e san Matteo di Ludovico Carracci, l'Angelo annunciante, un'Annunciata, una Cattura di Cristo, una Santa Margherita col drago, una Santa Caterina, un Amorino dormiente, una Giuditta e Oloferne, una Pietà, una testa di San Pietro e un'altra della Maddalena, un San Girolamo di profilo, un David, un San Francesco, una Salomé e altre ancora di Guido Reni, ventitré ritratti di dame romane di Jacob Ferdinand Voet, un Sacrificio di Giulio Cesare di Carlo Maratta, una Madonna del Perugino, un San Francesco e una Erodiade di Tiziano, l'Adamo ed Eva del Domenichino, un Ecce Homo e un Ratto d'Europa di Francesco Albani, 66 paesaggi de L'Orizzonte, un Apollo e Dafne e un paesaggio con la Peste di Nicolas Poussin, una Pietà del Guercino, una Morte di Regolo, un San Giovanni che predica nel deserto, una Marina e un Eremita di Salvator Rosa, una Venere di Andrea Sacchi e altre.
Alcune opere tuttavia escono dalla collezione già sul finire del XVII secolo, tra cui i due paesaggi di Claude Lorrain dedicati ad Amore e Psiche, che vengono dati al marchese Pallavicini.

### Settecento

#### La Galleria Colonna

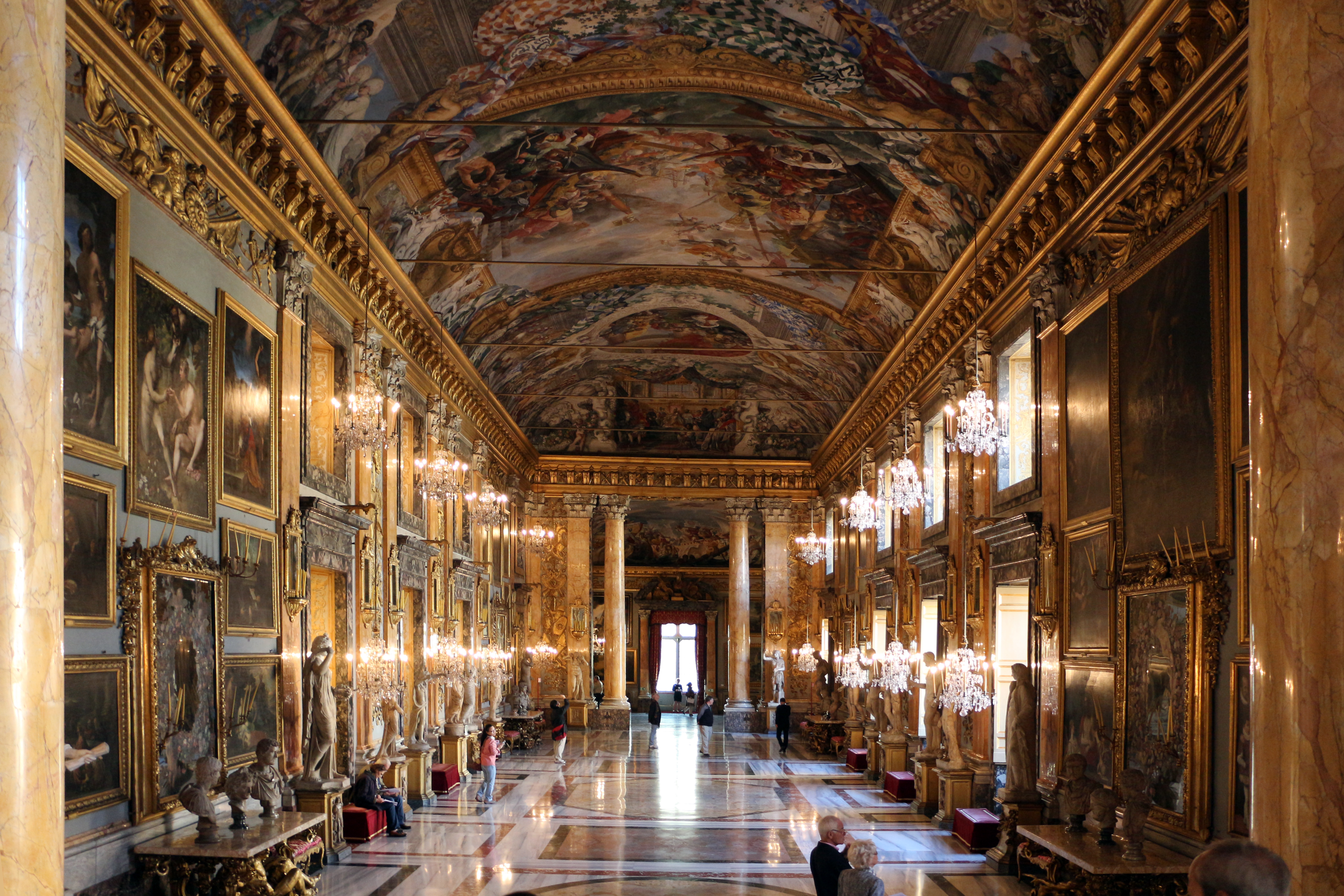
La Galleria di palazzo Colonna, Roma

Nel 1703 Filippo II Colonna inaugura la Galleria del palazzo, aprendola per la prima volta anche alle visite di ospiti e viaggiatori. Col tempo cambia definitivamente l’immagine e l’attività della famiglia, ancorché dal 1706 al 1708 Filippo II fu poeta ufficiale alla corte di Vienna. Ora i principi infatti, deposte le armi, svolgono ruoli culturali all'interno della società romana, dedicandosi persino a comporre musica e a scrivere poesie.

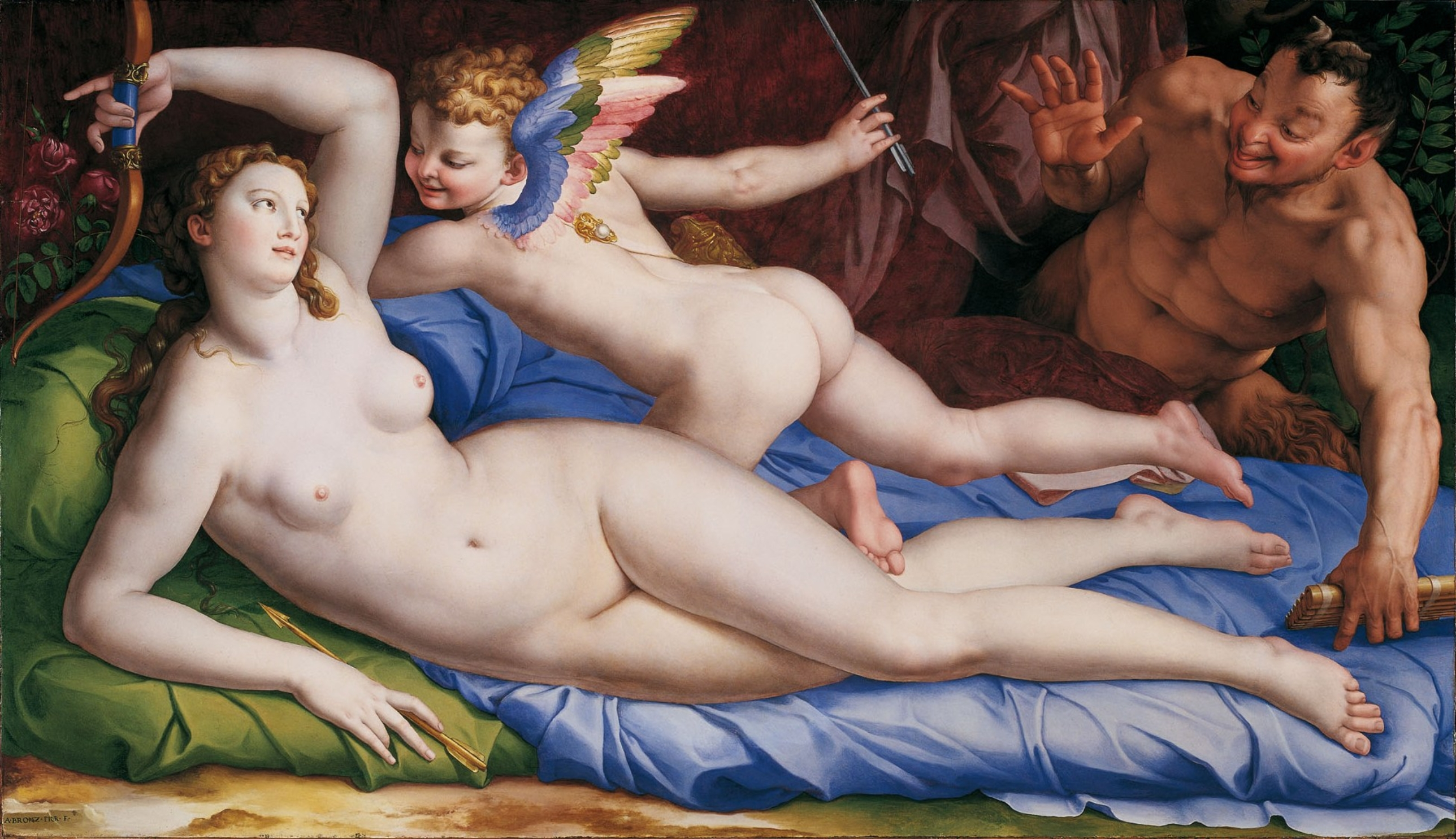
Venere, Cupido e satiro, Bronzino

Al 1732 la Galleria si compone pressoché delle medesime opere registrate a fine Seicento. Una dalle principali differenze rispetto agli antichi inventari si evidenzia nella presenza di 29 quadri provenienti dalla collezione Salviati che Caterina Zefirina porta in dote al marito Fabrizio II Colonna nel 1718, figlio di Filippo II e successore dei beni familiari. Fra questi sono il Cristo al limbo e la Venere, Cupido e satiro del Bronzino, il Cristo morto sorretto da due angeli di Jacopo Bassano, la Sacra Famiglia con un angelo, san Girolamo e santa Lucia di Bonifacio Veronese, l'Aurora e La Notte di Michele di Ridolfo del Ghirlandaio e l'Adamo ed Eva di Francesco Salviati.
Come prassi nell'ambiente ecclesiastico romano, alcune opere vengono intanto date in dono al papa di turno, in questo caso Clemente XII Corsini o al suo tramite il cardinal nipote Neri Maria Corsini, sono questi i casi di svariati paesaggi di Salvator Rosa e la figura di Santa Rosa da Lima della scuola di Carlo Maratta, donati tutti dal cardinale Girolamo Colonna mentre il Sant’Antonio resuscita un morto è donato dal cardinale Carlo Colonna. Anche le personalità del ramo di Sonnino legate all'ambiente curiale elargiscono opere d'arte al cardinale Corsini: in questo caso Prospero Colonna dona sue opere tra le quali due ovali di Francesco Albani con due differenti redazioni della Venere con amorini (oggi alla Galleria nazionale d'arte antica di Roma).
Nel 1755 con la morte di Fabrizio II la collezione passa al figlio Lorenzo Onofrio II e da questi nel 1779 al figlio Filippo III Colonna (1760-1818). Quest'ultimo Connestabile dona nel 1781 a papa Pio VI alcune opere, tra cui anche pezzi d'antichità conservati nel palazzo e nei giardini di piazza Santi Apostoli, come la Venere cnidia.

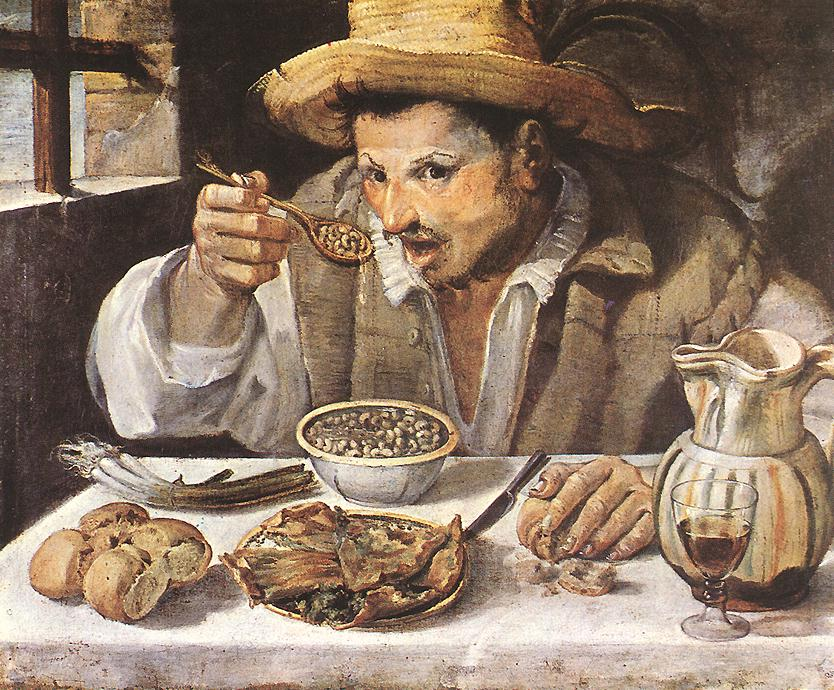
Mangiafagioli, Annibale Carracci

Nel 1783 viene redatto il primo catalogo a stampa delle opere della collezione, sia pitture che affreschi del palazzo di Roma, con anche la stima economica della singola opera. I quadri col maggior valore sono l'Eterno con angeli di scuola del Perugino (ritenuta di Raffaello), valutato 8.000 scudi, la Venere e Adone di Tiziano, il Ratto d'Europa del Domenichino (in precedenza assegnata ad Albani), la Madonna col Bambino del Raffaello, la Pietà e la Sant'Agnese del Guercino, l'Erodiade (riattribuita Salomé) di Guido Reni, il Sacrificio di Augusto di Carlo Maratta, l'Ecce Homo di Correggio, tutte valutate 6.000 scudi, la Venere e Amore di Paolo Veronese, valutata 4.000 scudi, due paesaggi di Claude Lorrain valutati entrambi 3.000 scudi ciascuno, così come la stessa stima valeva per La Peste di Nicolas Poussin, la Deposizione del Guercino e la Morte di Attilio Regolo di Salvator Rosa. Infine valutato 1.000 scudi è la Maddalena di Guido Reni, posto nella camera da letto del principe.
Nel 1787 una guida del palazzo registra la presenza del Mangiafagioli di Annibale Carracci, proveniente dalla collezione Pallavicini e trasferito alla nuova proprietà in un momento imprecisato.

#### Le dismissioni della collezione alla fine secolo

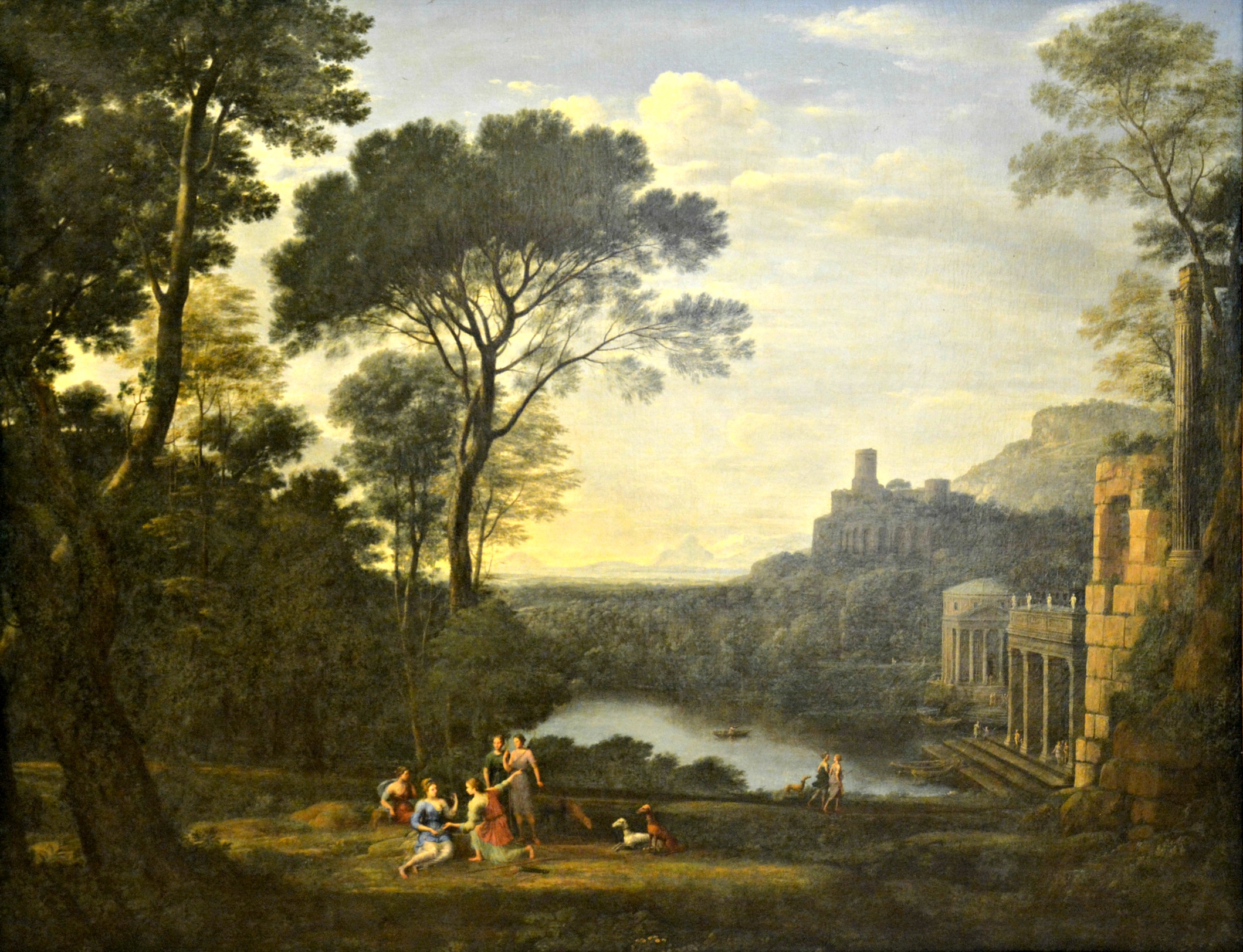
Ninfa Egeria che piange Numa, Claude Lorrain

Dal 1796 il patrimonio della casa dei principi di Paliano subisce gravi perdite: Pio VI chiede infatti a Filippo III di vendere oggetti preziosi per finanziare le truppe pontificie impegnate in campo di battaglia.
Un paio di anni dopo, con l'avvento della Repubblica romana del 1798-1799, le pressanti necessità finanziarie per fronteggiare alle tassazioni imposte dai francesi (80.000 scudi annui per la famiglia Colonna) costringono Filippo III a vendere opere d'arte della collezione.
Vengono così cedute alcune delle principali opere della collezione citate già nelle guide seicentesche: la Madonna di Raffaello, il Ratto di Ganimede di Tiziano, l'Ecce Homo di Correggio, la Venere e Amore di Veronese, la Deposizione di Guercino, svariati paesaggi di Claude Lorrain (tutte quelle commissionate da Lorenzo Onofrio ad eccezione di quello con Ninfa Egeria che piange Numa, che però verrà acquistato di lì a breve nel 1800 dai Borbone di Napoli per la loro collezione d'arte), altri di Gaspard Dughet e ancora.

#### La collezione del ramo Colonna di Sciarra dei principi di Carbognano a Roma
I ruoli di spicco ricoperti consentono dunque alla famiglia di ramificare in diverse aree del centro-sud Italia le proprie ricchezze, determinando linee familiari collaterali particolarmente vaste. Due rami che hanno costituito autonome collezioni artistiche sono i Colonna di Sciarra principi prima di Palestrina e poi di Carbognano (di antica origine, derivanti dalla linea di successione del condottiero Stefano Colonna il Vecchio) a Roma e i Colonna principi di Sonnino, poi Stigliano dal 1796, a Napoli (di origine settecentesca).

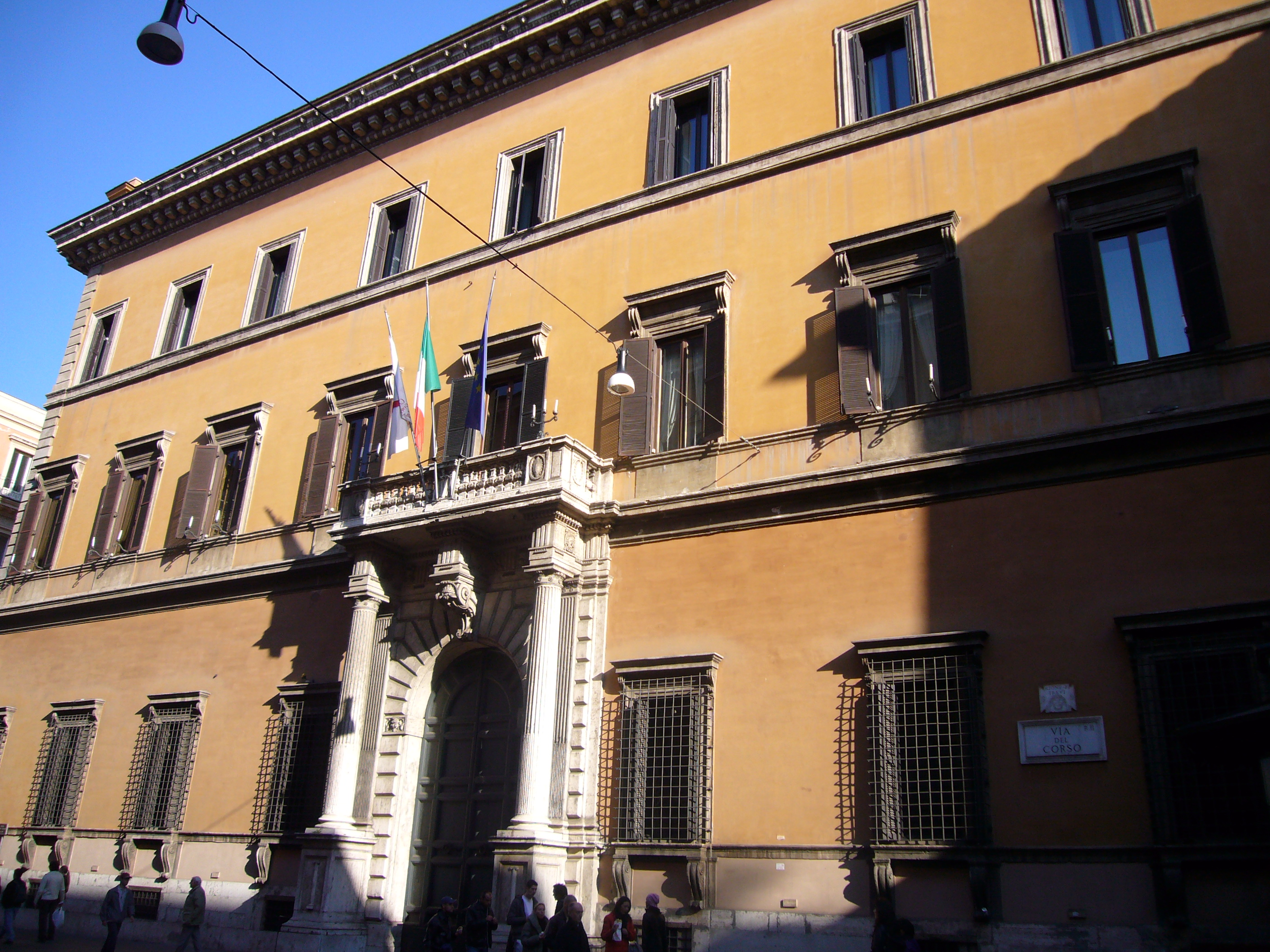
Palazzo Colonna di Sciarra dei principi di Carbognano, Roma

La collezione Colonna di Sciarra si componeva essenzialmente di ritratti di esponenti del casato e vede la sua evoluzione nel palazzo familiare dei principi di Carbognano, su via del Corso. Composta da opere già appartenenti alla famiglia di Sciarra o acquisite da Anna Colonna (zia di Lorenzo Onofrio), questa si arricchisce nel XVIII secolo a seguito del matrimonio tra Giulio Cesare V con l'ultima erede Barberini, Cornelia Costanza. La collezione Colonna di Sciarra è dunque composta da opere come i ritratti di Stefano IV e Francesco II Colonna di Sciarra, rispettivamente del Bronzino e Girolamo Siciolante da Sermoneta, ma anche con altre pitture commissionate dal cardinal Prospero Colonna di Sciarra, fratello di Giulio Cesare, come il suo Ritratto compiuto da Pompeo Batoni e alcune bambocciate come il Cavadenti e il Cantastorie, poi donati al cardinal Neri Maria Corsini entro il 1750.
Successivamente la nuova collezione Barberini-Colonna di Sciarra viene divisa tra i due figli maschi della coppia, di cui uno continua i titoli Colonna di Carbognano (Urbano) mentre l'altro quelli Barberini di Palestrina (Carlo). La collezione originaria del ramo di Sciarra verrà pertanto ulteriormente frazionata con una parte che rimane in situ presso il palazzo di via del Corso fino all'ultimo quarto del XIX secolo, quando poi si avviano ulteriori attività di smembramento delle loro proprietà.

#### La collezione del ramo Colonna di Sonnino (poi Stigliano) a Napoli
Un ramo cadetto trapiantatosi a Napoli che inizia con un fratello minore di Lorenzo Onofrio, Filippo, con cui è in "rottura" poiché il accusato dal principe di Paliano di essere politicamente filo francese, costituisce sul finire del XVII secolo la linea dei principi di Sonnino (poi dal 1796 sarà di Stigliano con Andrea Colonna).

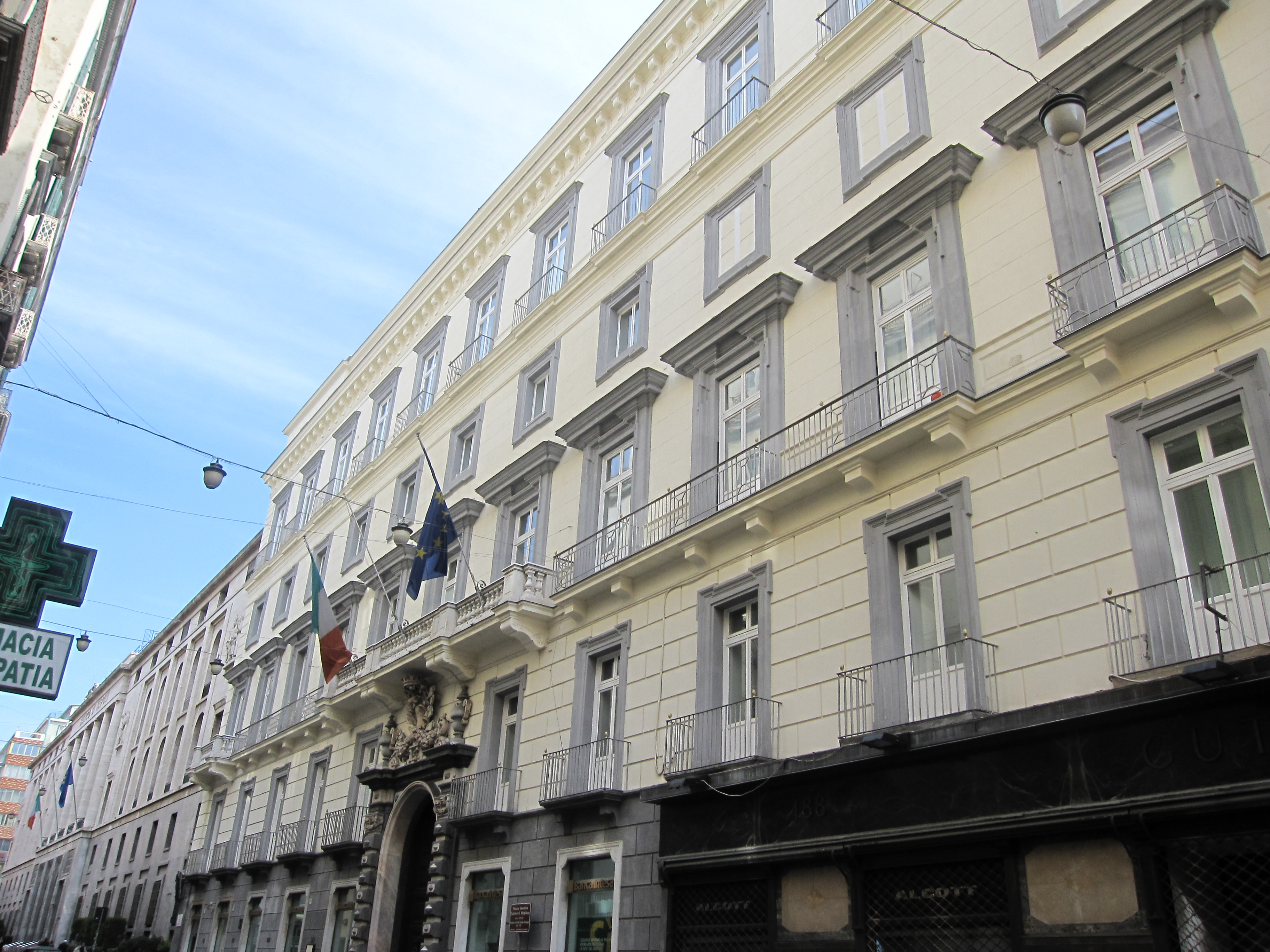
Palazzo Colonna di Stigliano, Napoli

Giuliano, figlio di Filippo Colonna di Sonnino, sposatosi con Giovanna Vandeneynen nel 1688 acquisisce in dote una parte della collezione della donna con anche la sua residenza su via Toledo (che poi diventerà alla fine del secolo palazzo Colonna di Stigliano). La collezione Vandeneynden è una raccolta d'arte messa insieme dal padre e dal nonno di Giovanna, rispettivamente Ferdinando e Jan, noti mercanti e banchieri fiamminghi in terra partenopea e rappresenta una delle raccolte artistiche contemporanee più importanti della città. L'eredità costituisce dunque il punto di partenza per una collezione artistica familiare nella città partenopea, che tuttavia oltre al gruppo di opere Vandeneynden nel corso della seconda metà XVIII secolo aggiungerà con i principi di Sonnino circa 75 dipinti tra ritratti e pitture di artisti napoletani (Luca Giordano, Francesco Solimena, Paolo De Matteis, Giacomo del Po ecc.).
Sgretolatosi sul finire del secolo coi moti Repubblicani, alcune opere perdono le loro tracce, altre vengono immesse nel mercato e disperse nelle raccolte europee e altre ancora invece sono trasferite di eredi in eredi (i ritratti di Giuliano e della moglie Giovanna, così come quello di Marcantonio III e altri ancora, sono oggi al museo Correale di Sorrento per il legame di parentela tra la famiglia Correale e i Colonna di Stigliano).

### Ottocento

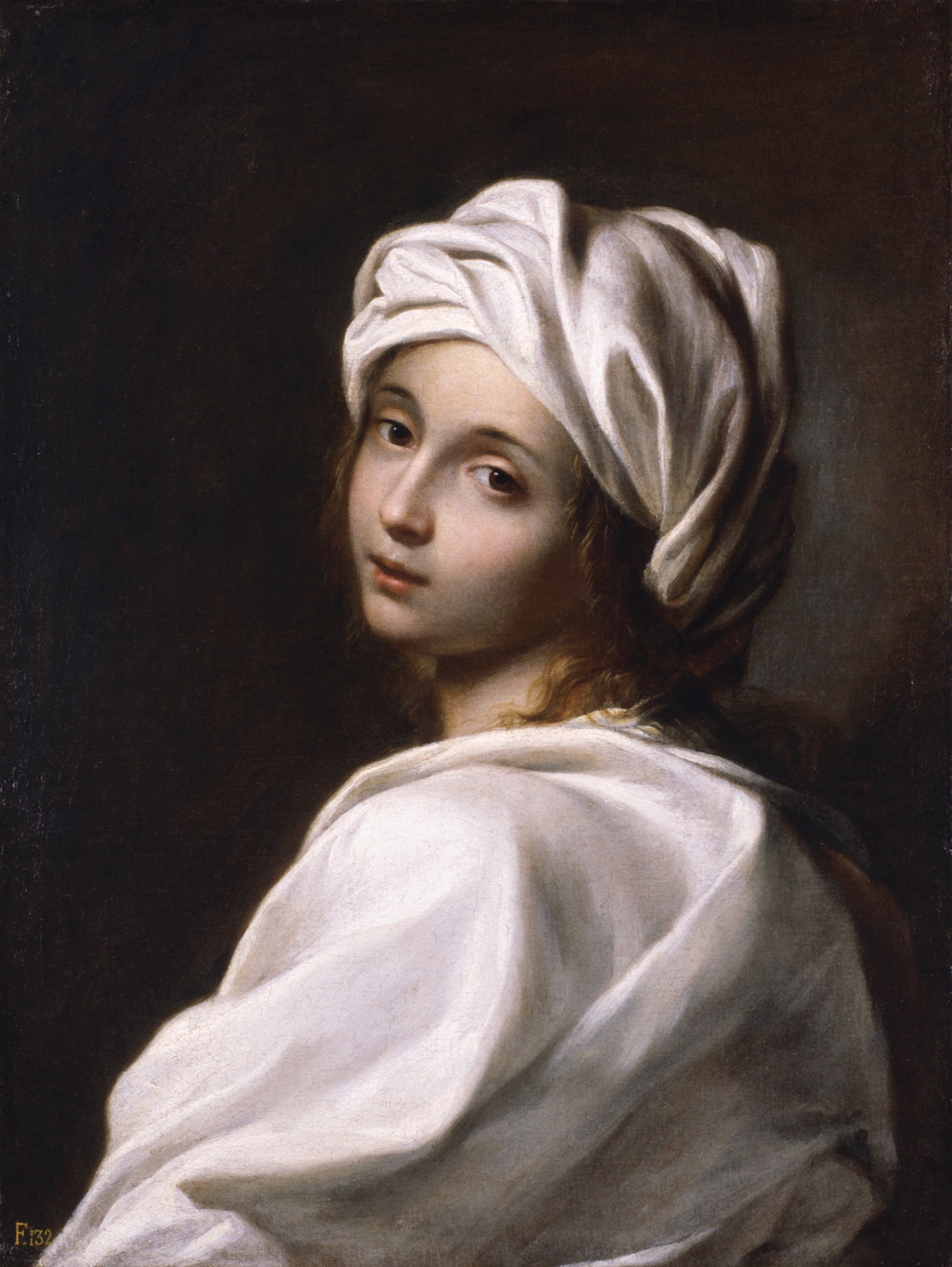
Ritratto di Beatrice Cenci, Anonimo bolognese

Nel 1818 ancora con Filippo III si hanno altre decurtazioni della collezione: questi infatti muore senza eredi maschi, pertanto per volontà testamentaria i quadri non vincolati dal fidecommesso Colonna (circa 450 dipinti) a cui si aggiungevano altri otto vincolati di particolare valore, già selezionati e raggruppati in tre lotti (due con tre dipinti e uno con due), vengono trasferiti a tre delle quattro figlie del nobile per essere messe a disposizione delle loro doti nunziali, i cui matrimoni sono avvenuti (tra il 1803 e il 1818) con tre famiglie di spicco della nobiltà romana: Margherita con Giulio Cesare Rospigliosi Pallavicini, Vittoria sposata in seconde nozze con Francesco Barberini e Maria con Giulio Montefeltro Lante della Rovere (una quarta figlia non interessata a quel momento da questo lascito, Petra, si sposerà invece con Filippo Corsini).

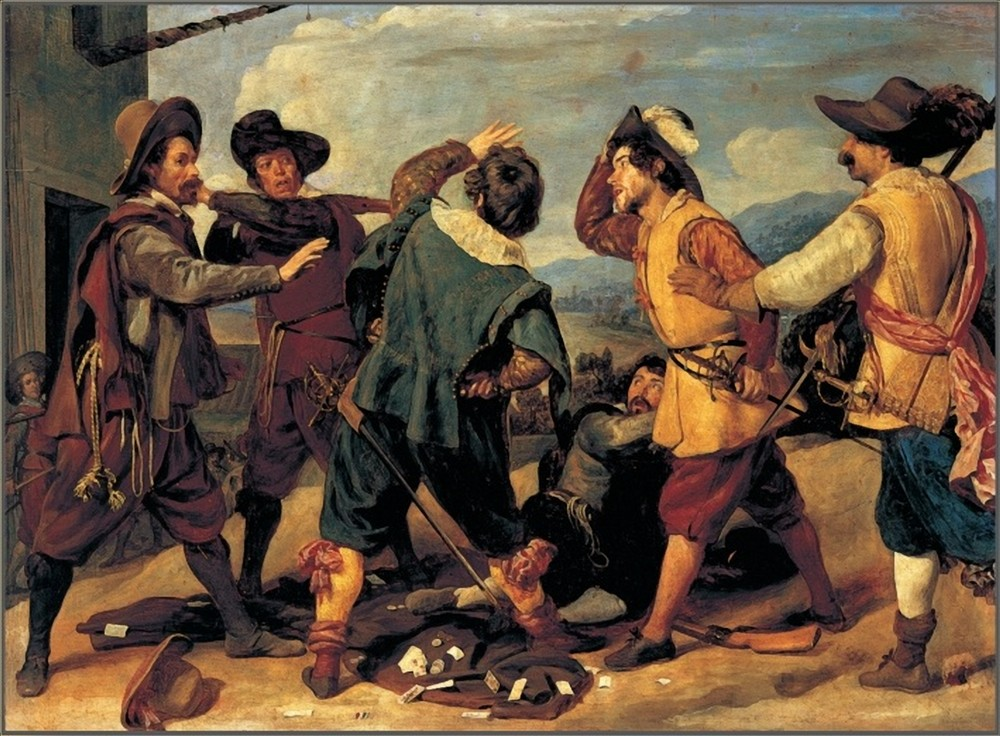
Rissa, Diego Velazquez

L'assegnazione delle opere vincolate viene stabilita con estrazione a sorte: a Maria il sorteggio le porta la Madonna del Raffaello (venendo ritenuto il pezzo di maggior valore della collezione, è inserito in un lotto di due opere) ed un'Adorazione dei pastori di Nicolaes Berchem, a Margherita tocca il Davide incontrato del Guercino, un paesaggio di Claude Lorrain e una Leda col cigno attribuito al Correggio, mentre a Vittoria le sono riconosciute la Cacciata di Adamo ed Eva dal paradiso terrestre del Domenichino, la Sacra Famiglia della scuola di Andrea del Sarto e il Ritratto di Beatrice Cenci al tempo attribuito a Guido Reni.
Il lotto delle opere non vincolate viene invece diviso in tre parti uguali (quindi circa 130/150 opere ciascuno). Tuttavia Giulio Cesare Rospigliosi Pallavicini acquista nel 1841 per la propria collezione (anche se poi per via di matrimoni e parentele una settantina di dipinti confluiscono nella collezione Pallavicini) anche altre opere giunte a Giulio Lante della Rovere per il tramite delle nozze con Maria Colonna, dov'erano finiti opere quali la Rissa di Diego Velazquez, la Sacra Famiglia dell'Ortolano, il Tempio di Venere di Claude Lorrain e diversi paesaggi di Gaspar van Wittel, Gaspard Dughet, Jan e Pieter van Bloemen e Andrea Locatelli.
La collezione vincolata dal fidecommesso assieme ai beni e ai titoli dei principi di Paliano vengono invece ereditati dal nipote Aspreno I Colonna, figlio del fratello minore Fabrizio III. Durante il XIX secolo altri acquisti per la collezione vengono fatti dal nuovo erede e dalla sua linea di successione, quindi da suo figlio Giovanni Andrea e dal figlio di quest'ultimo Fabrizio.
Aspreno aggiunge opere dei cosiddetti "primitivi" italiani, quindi un San Giovanni Battista di Pietro Alemanno, la Madonna del soccorso libera un bambino dal demonio di Niccolò Alunno, la Crocefissione di Jacopo Avanzi, il trittico della Madonna col Bambino, san Giovannino, sant'Andrea e santa Caterina di Stefano da Zevio, una Crocifissione di anonimo pittore fiammingo del XV secolo. A Giovanni Andrea si deve invece il merito di aver acquisito una Crocifissione della scuola di Federico Barocci, il San Francesco sostenuto da un angelo di Pietro Latré e la Madonna col Bambino, santa Elisabetta e san Giovannino di Bernardino Luini.

### Novecento e Duemila
Nel XX secolo con Marcantonio VII e la moglie Isabelle Sursock la collezione rimasta nel palazzo sopravvive agli scogli delle due guerre mondiali. La loro discendenza giunge fino al XXI secolo con ancora la proprietà e la custodia degli antichi successi del casato, con anche la collezione artistica e i palazzi di piazza Santi Apostoli, divenuto museo, e quello di Paliano (mentre quello di Marino è sede comunale).

## Elenco delle opere (non completo)[38][39]

### Antichità
- Afrodite cnidia (cosiddetta Venere Colonna), Musei Vaticani, Città del Vaticano
- Coperchio di sarcofago con figura di dormiente con serpente sul braccio, Musei Vaticani, Città del Vaticano
- Fronte di sarcofago a doppio registro con conchiglia con i busti dei coniugi defunti, Musei Vaticani, Città del Vaticano
- Torso del Belvedere, Musei Vaticani, Città del Vaticano
- Sarcofago infantile a vasca, Musei Vaticani, Città del Vaticano

### Dipinti

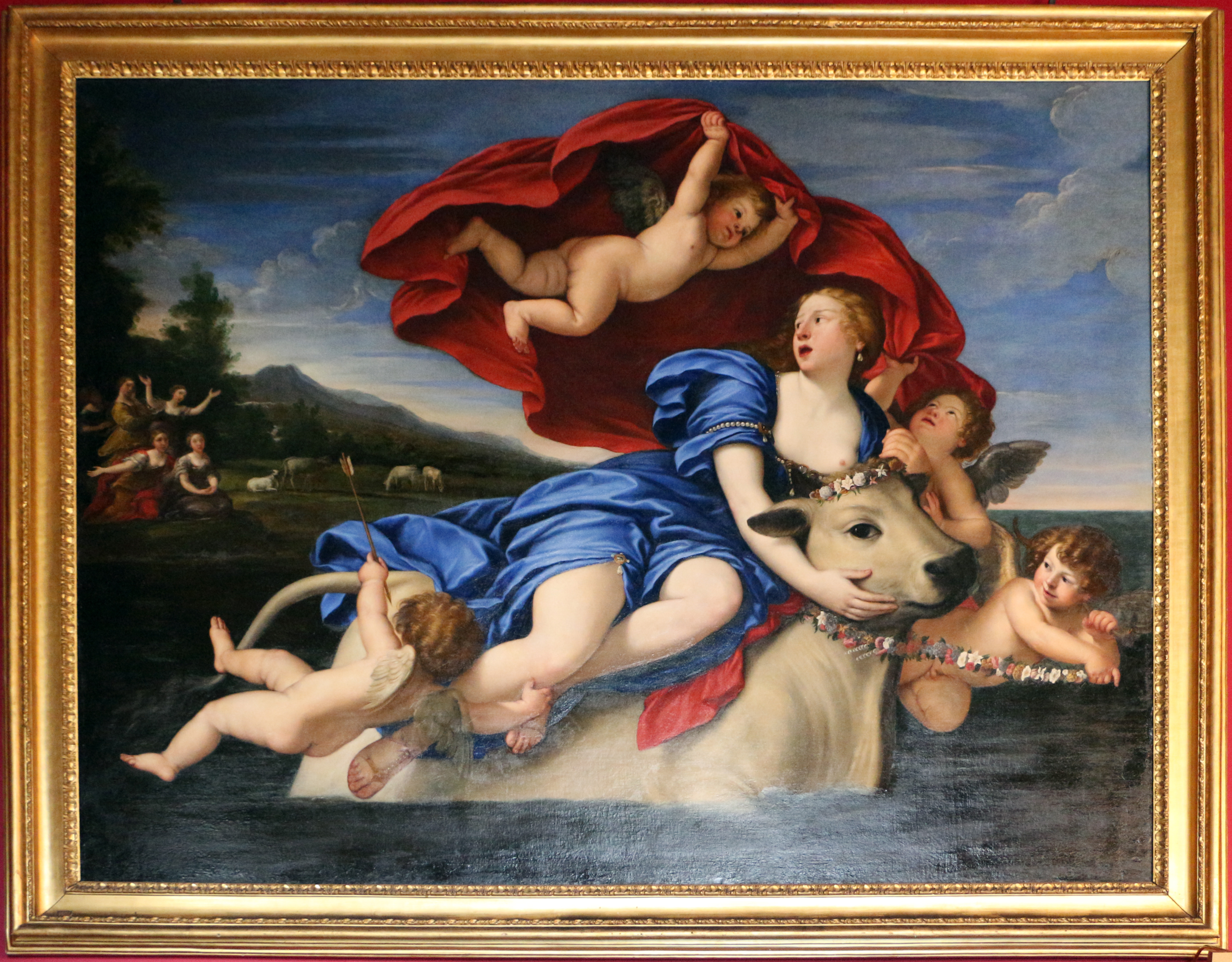
Ratto d'Europa, Francesco Albani

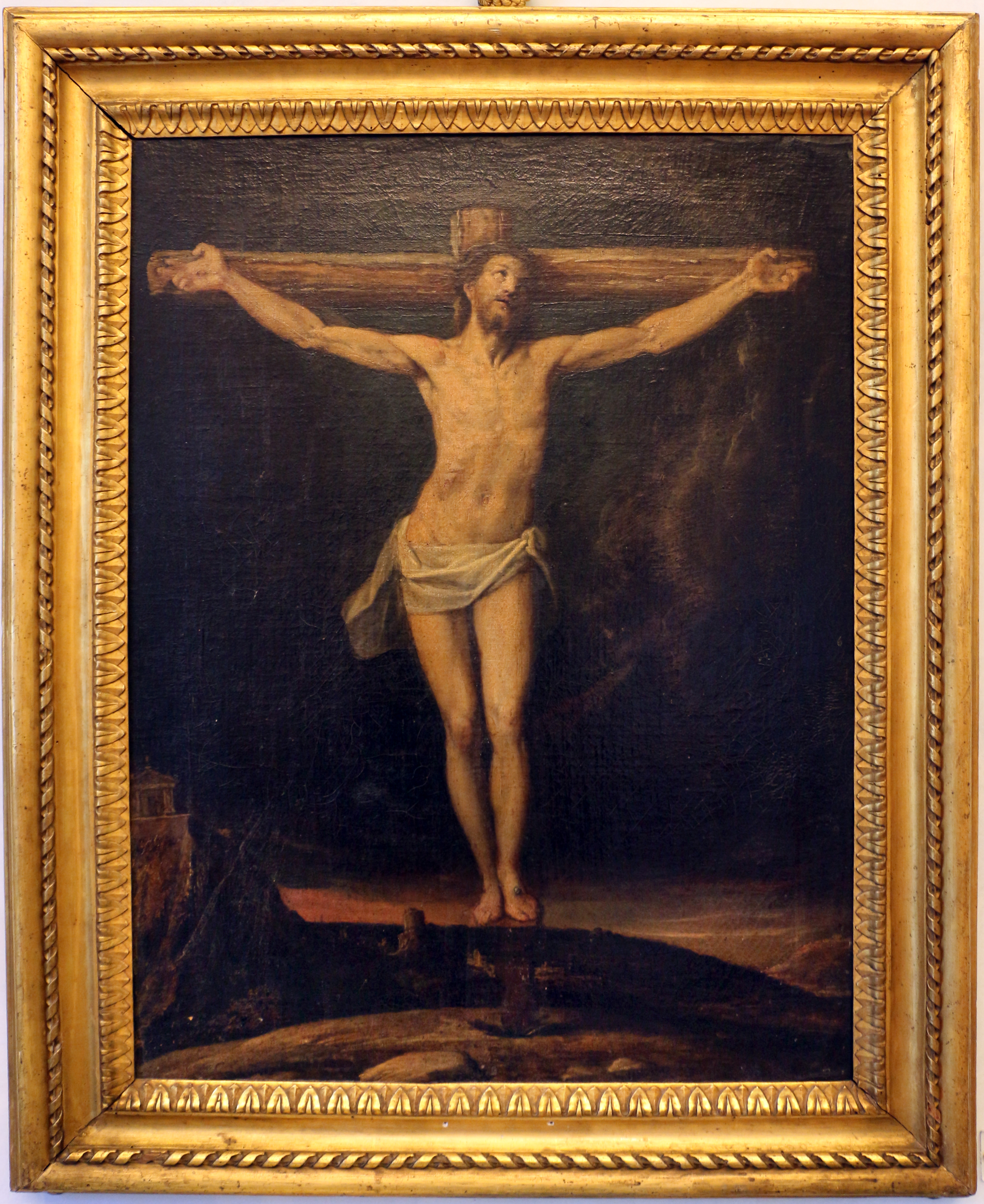
Crocifissione, Federico Barocci

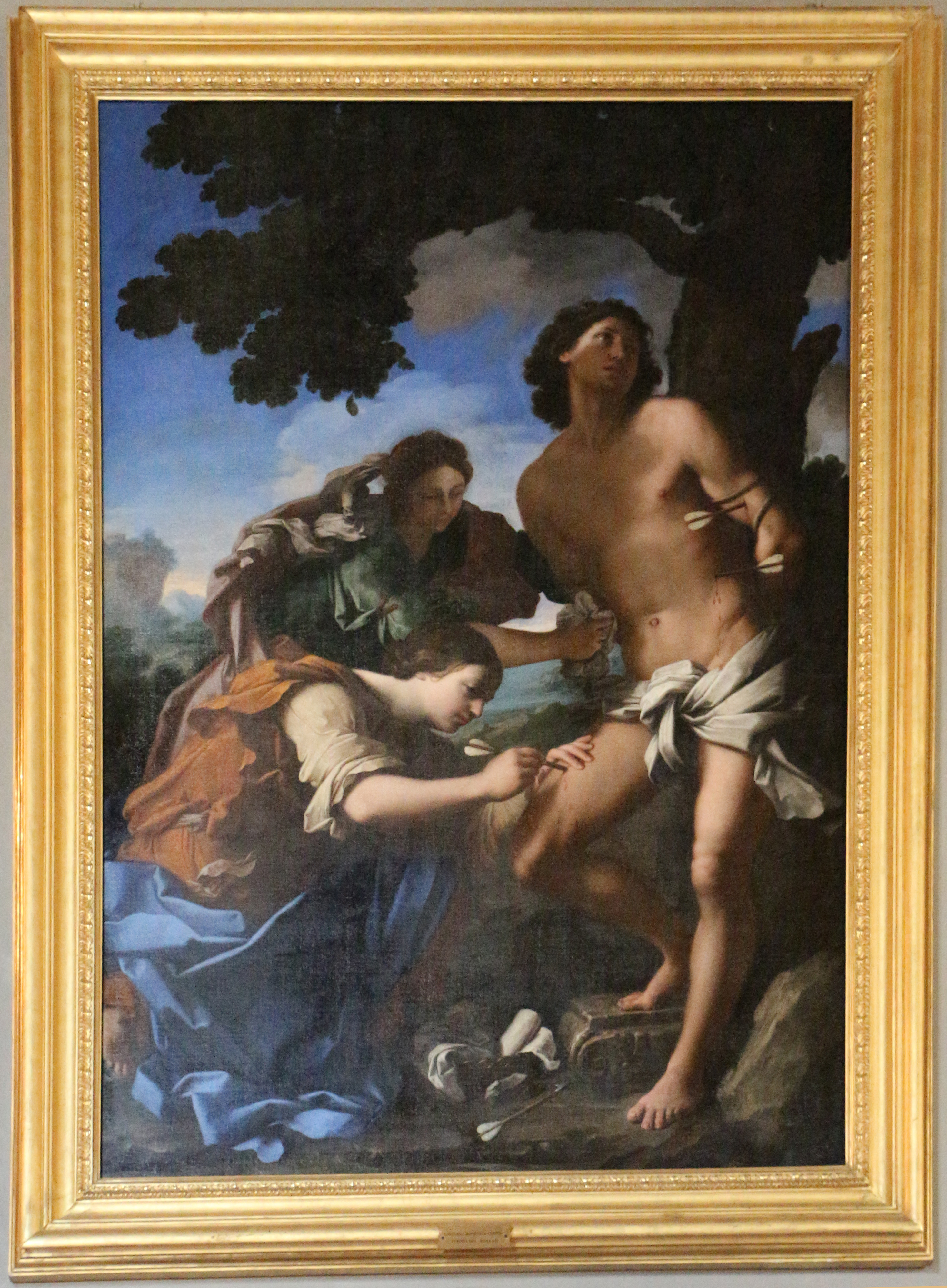
San Sebastiano curato dalle pie donne, Giovanni Domenico Cerrini

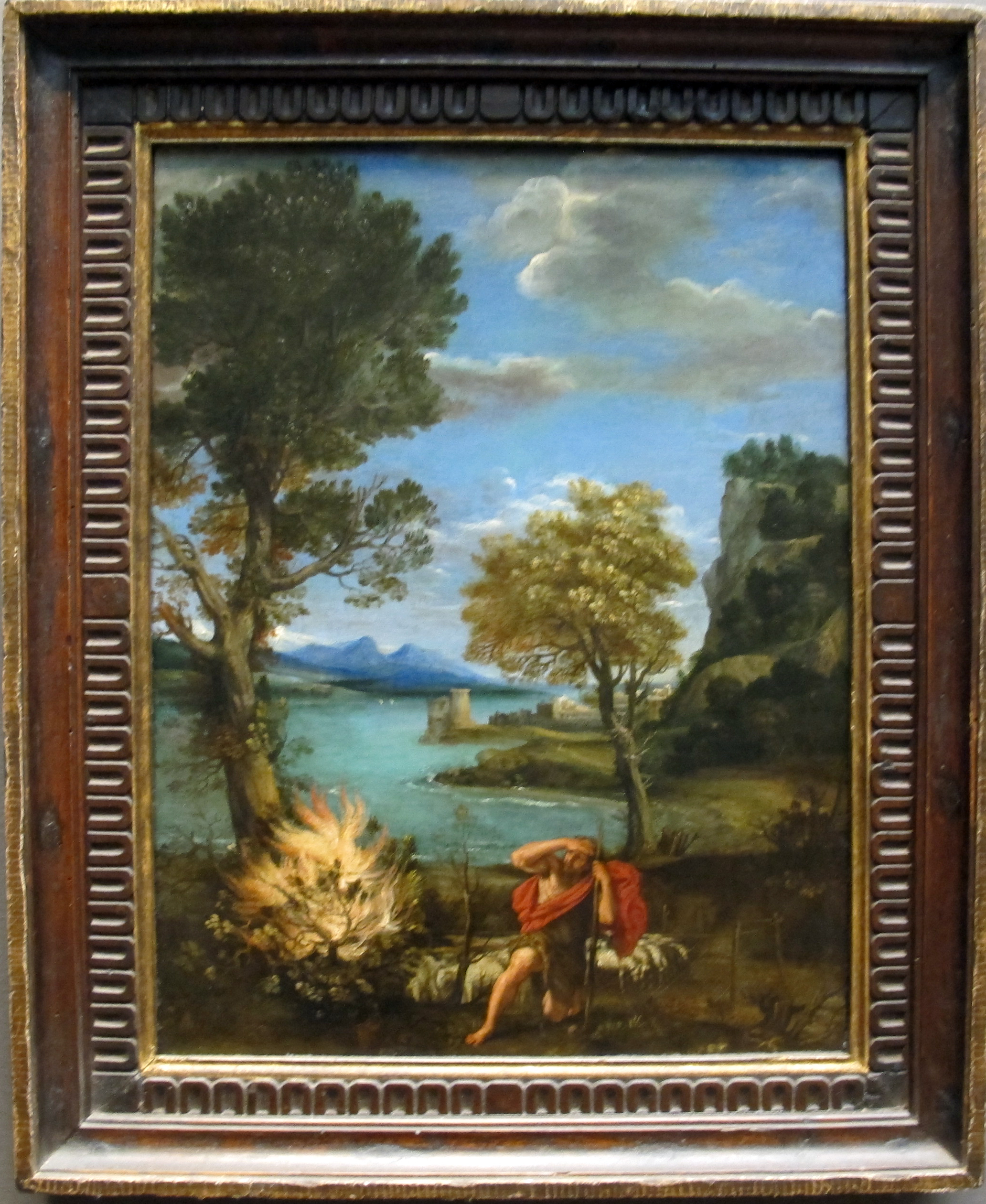
Paesaggio con Mosè e il rovereto ardente, Domenichino

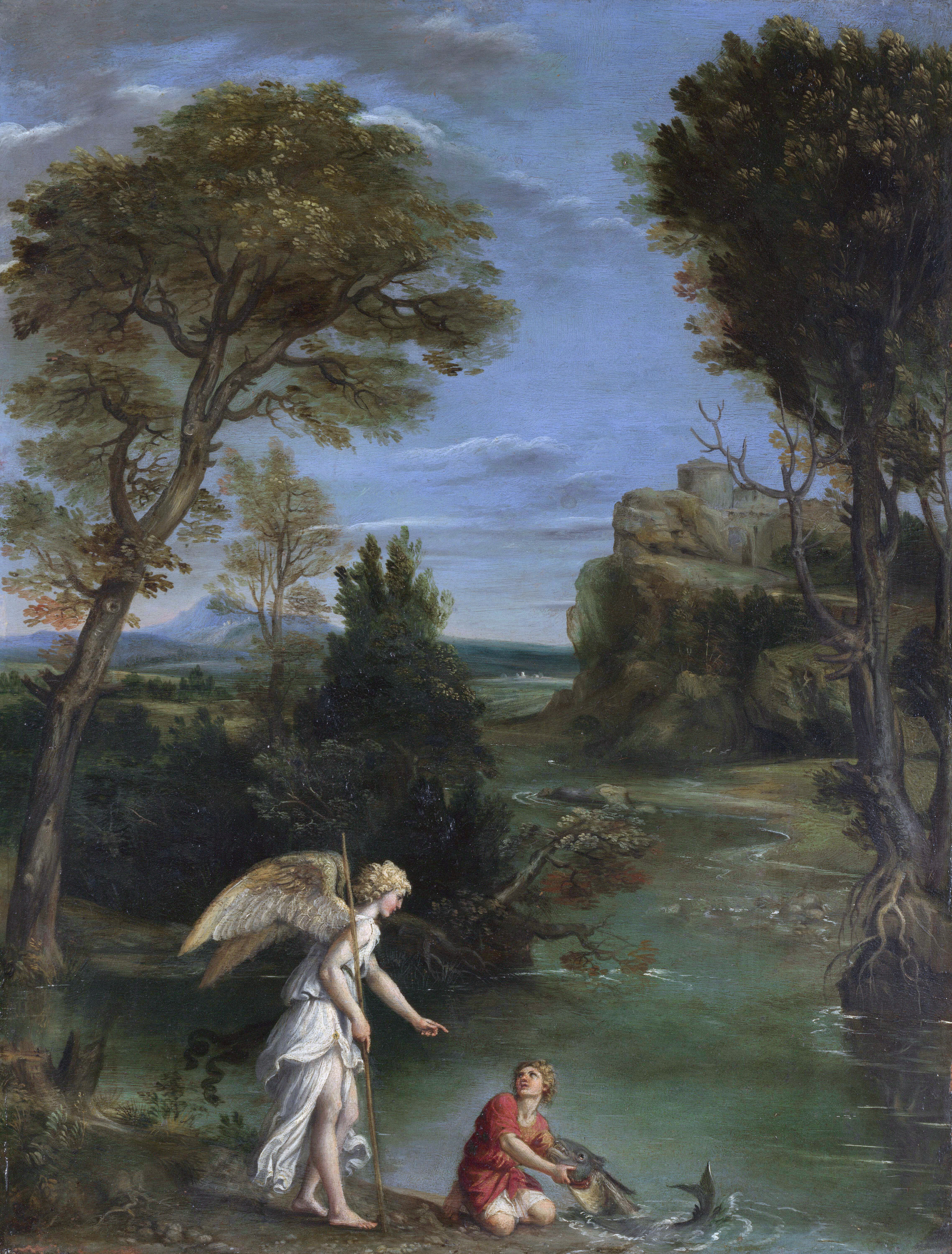
Paesaggio con Tobia e l'angelo, Domenichino

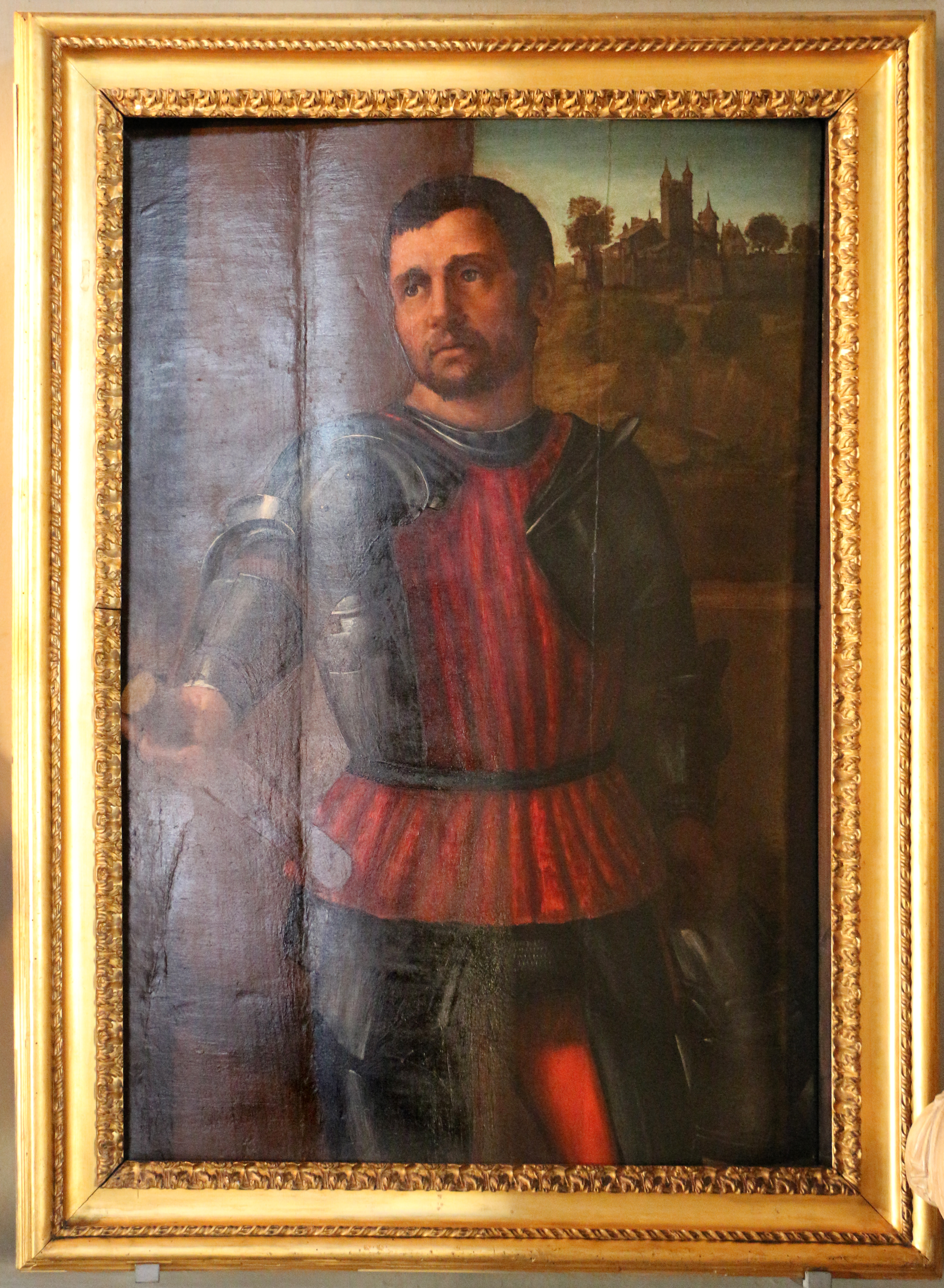
Ritratto di Sciarra Colonna, Dosso Dossi

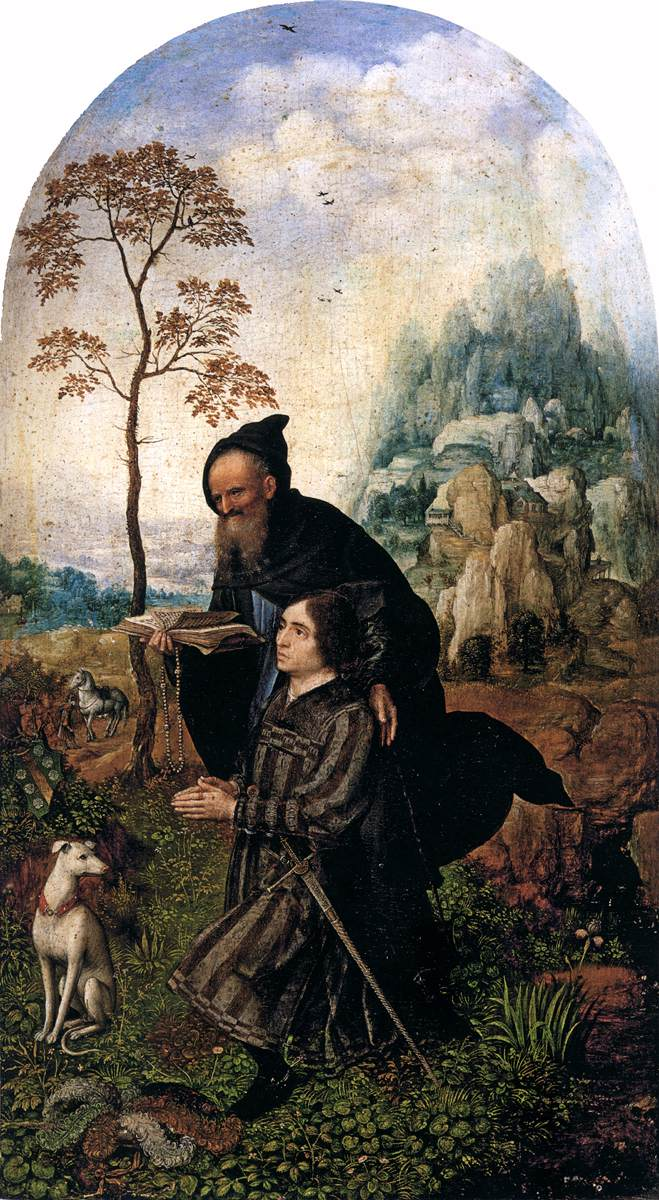
Sant'Antonio con donatore, Jan Gossaert

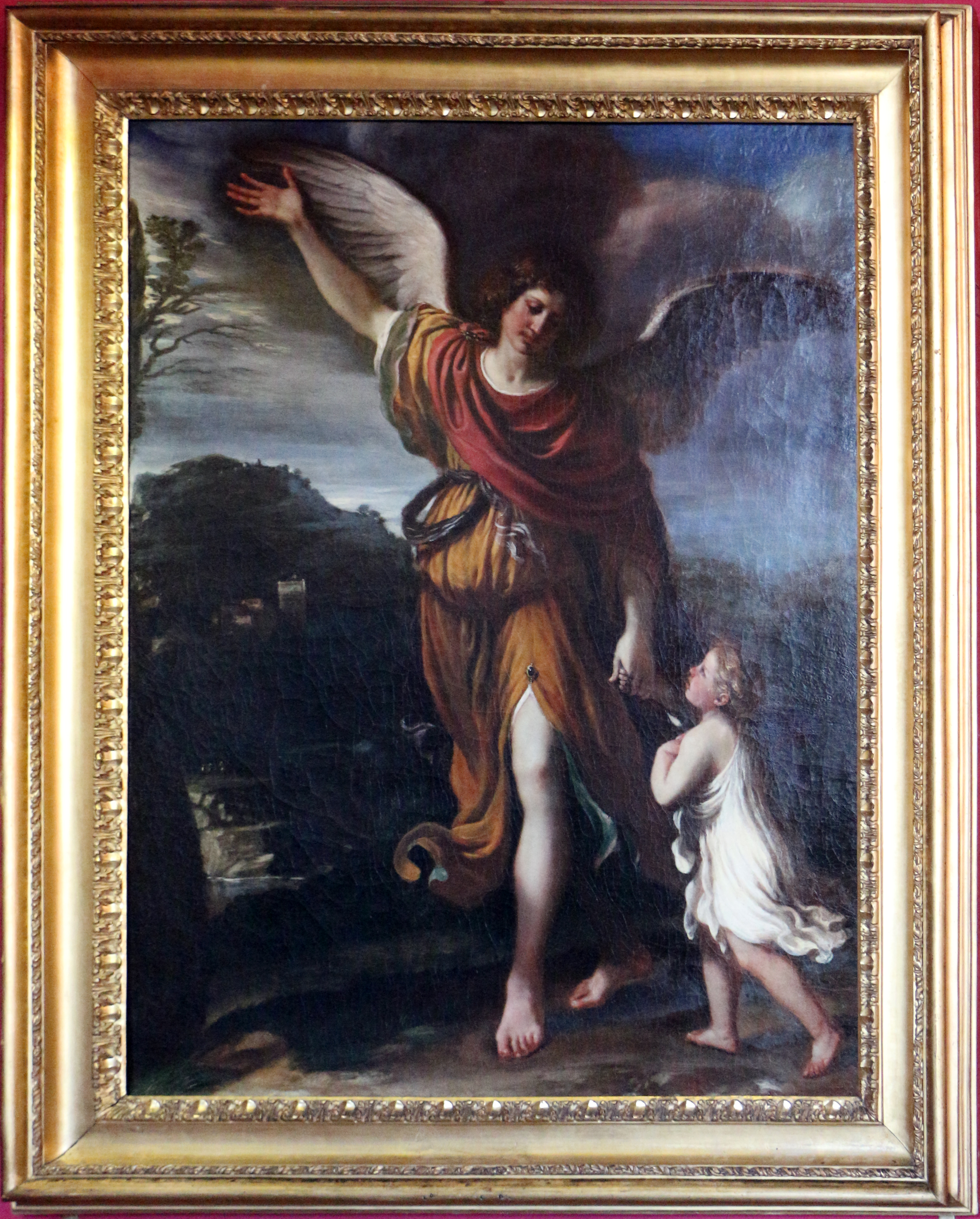
Angelo custode, Guercino

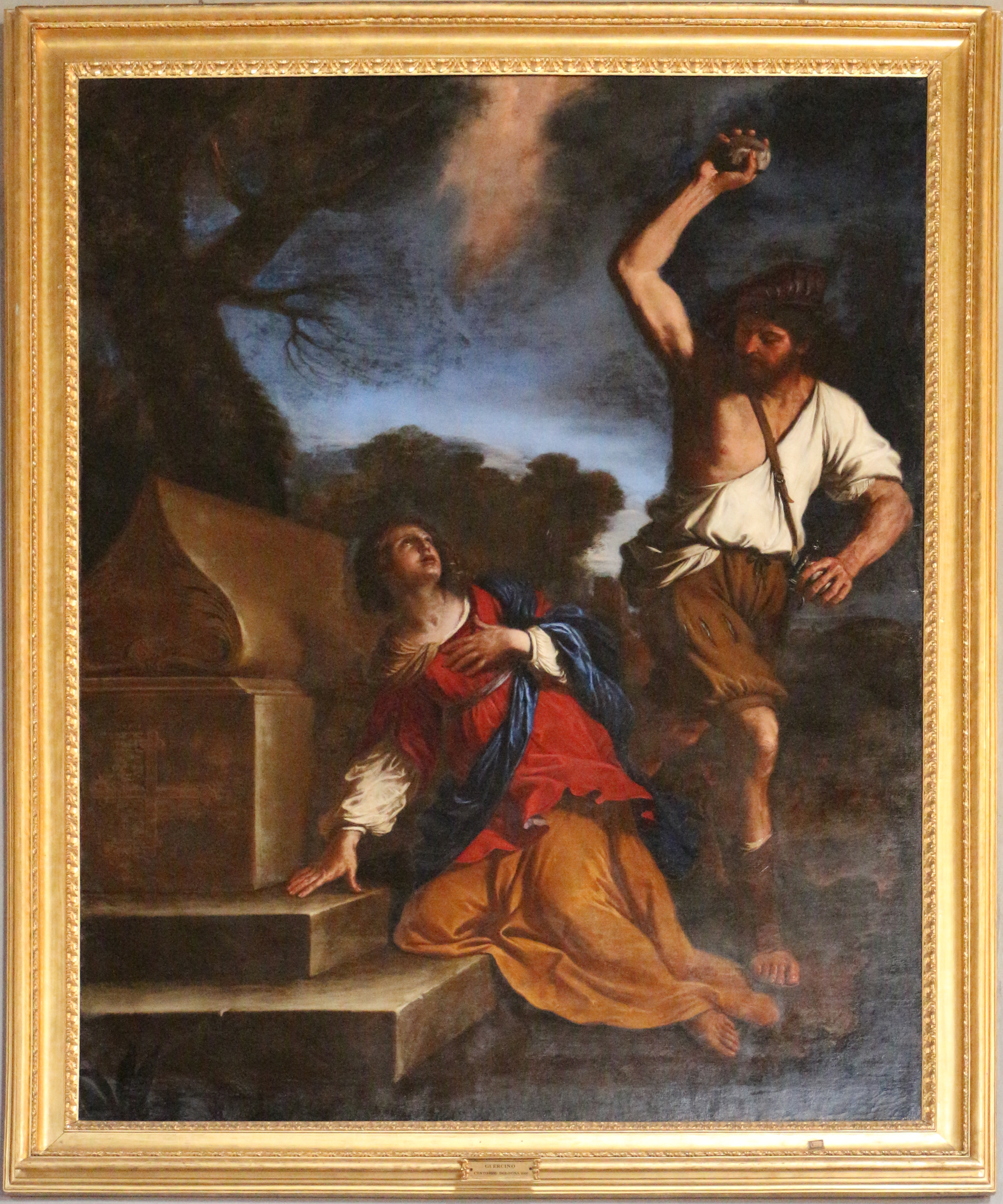
Martirio di santa Emerenziana, Guercino

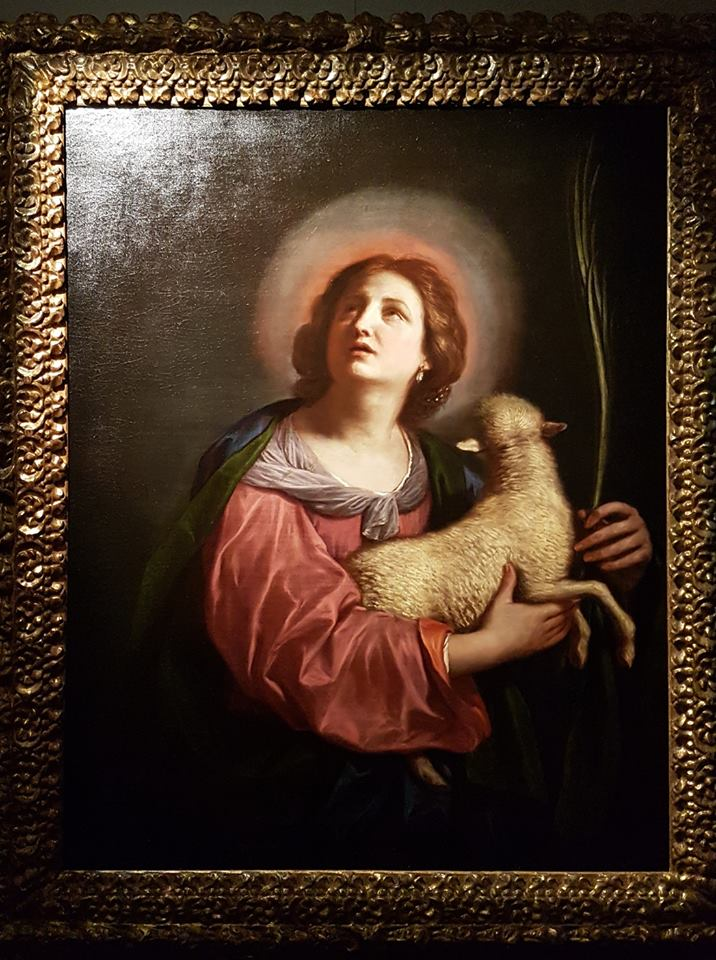
Sant'Agnese, Guercino

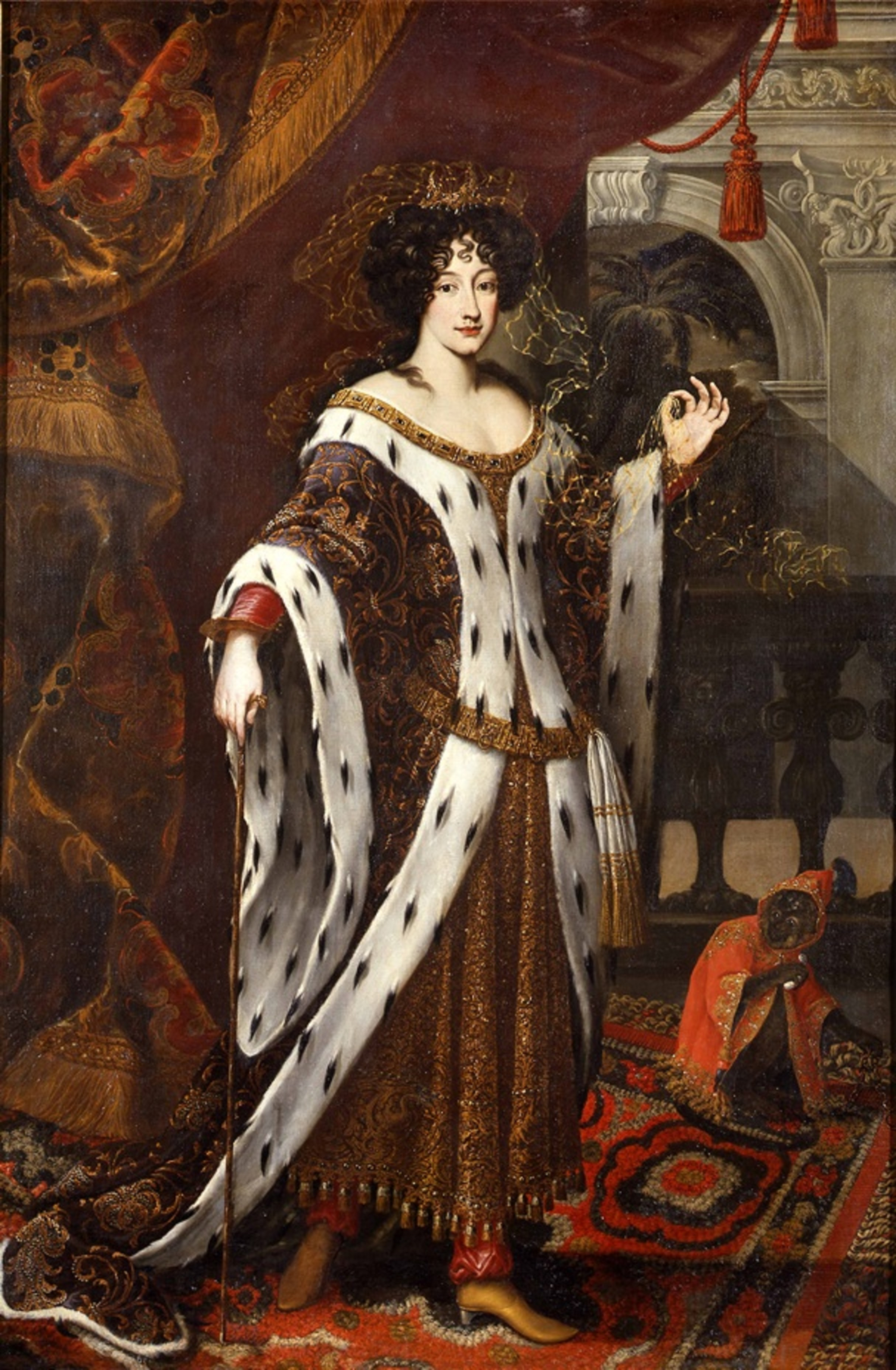
Ritratto di Maria Mancini come Armida, Carlo Maratta

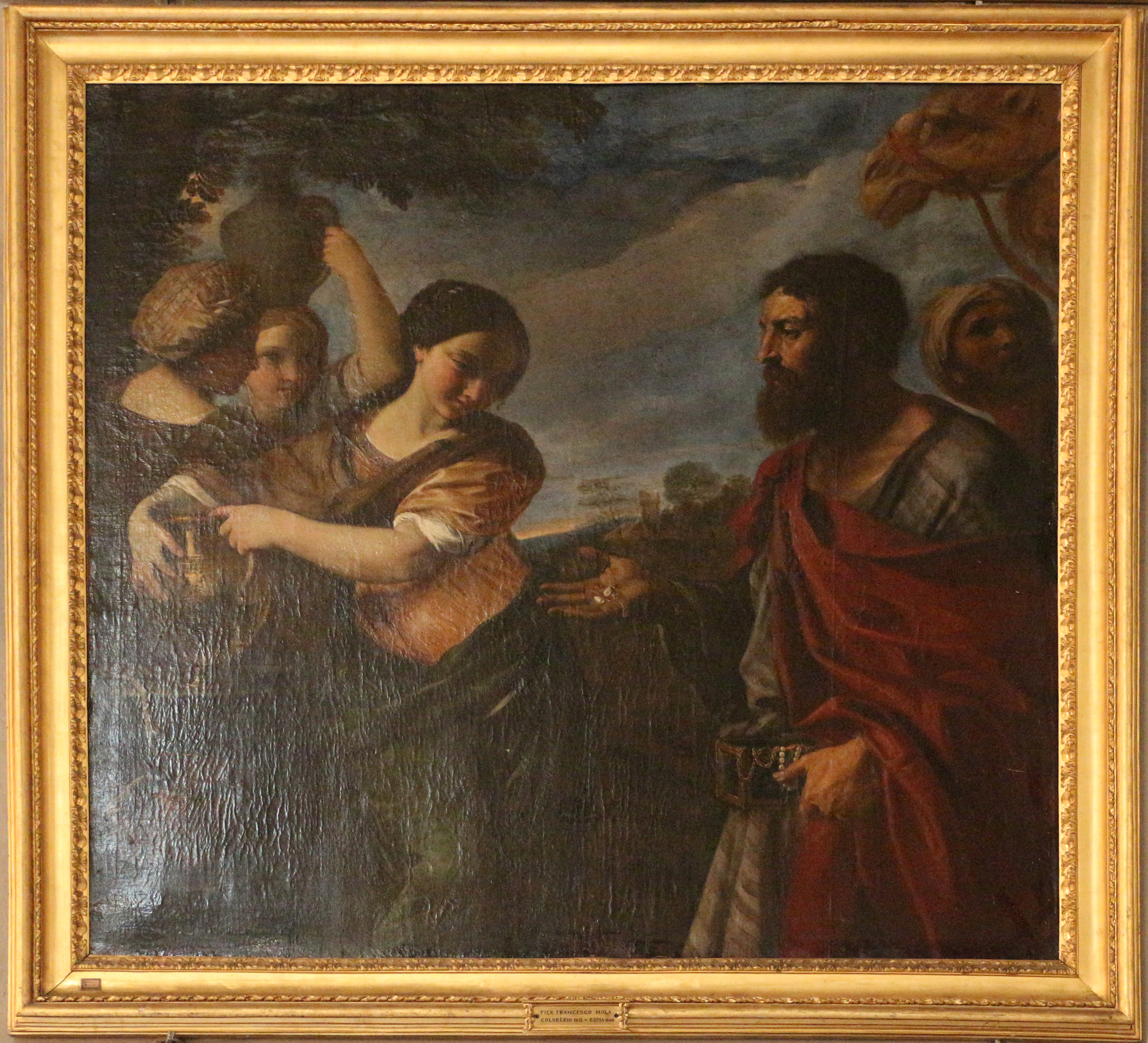
Rebecca al pozzo, Pier Francesco Mola

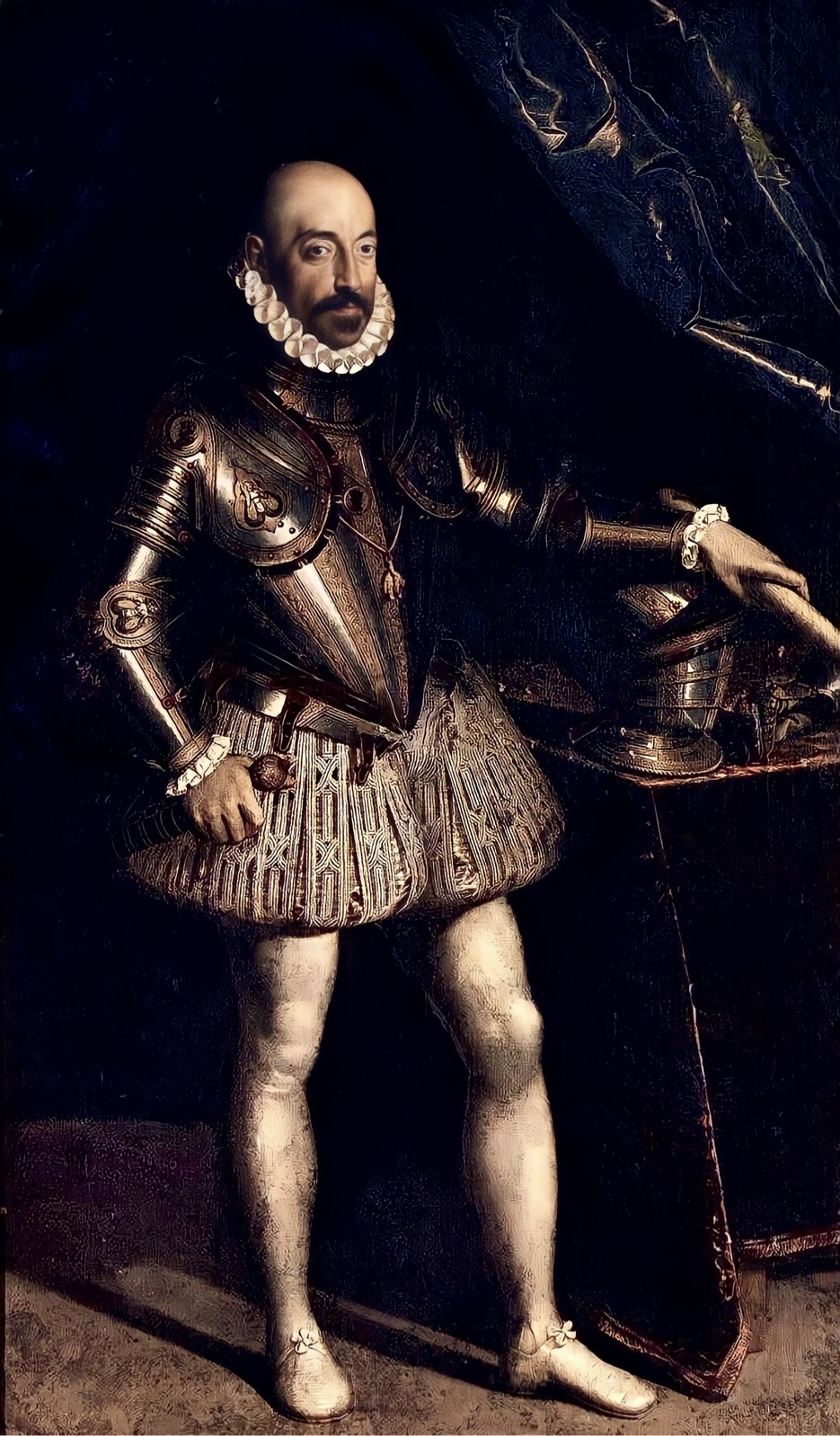
Ritratto di Marcantonio II Colonna, Scipione Pulzone

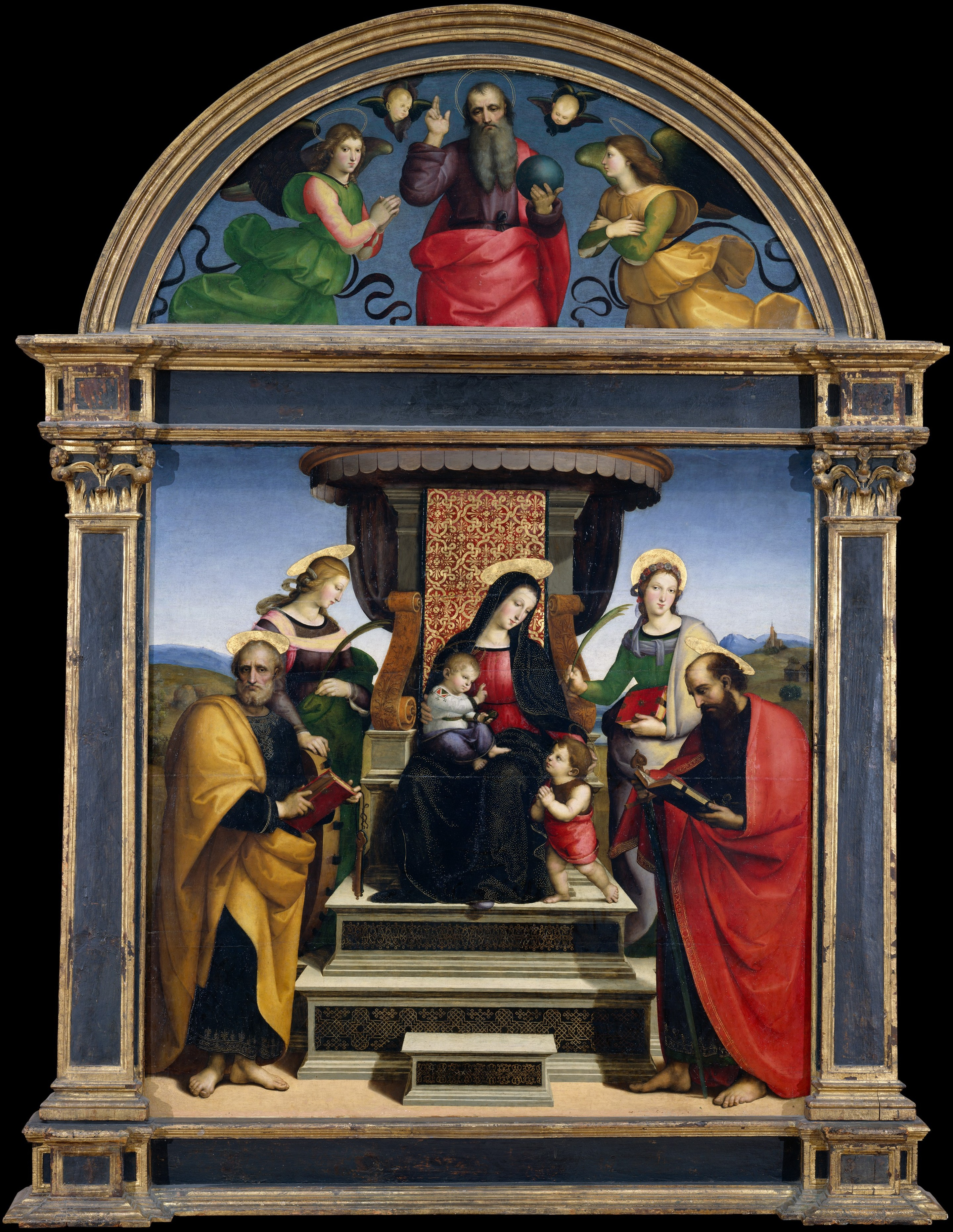
Madonna in trono col Bambino e santi, Raffaello

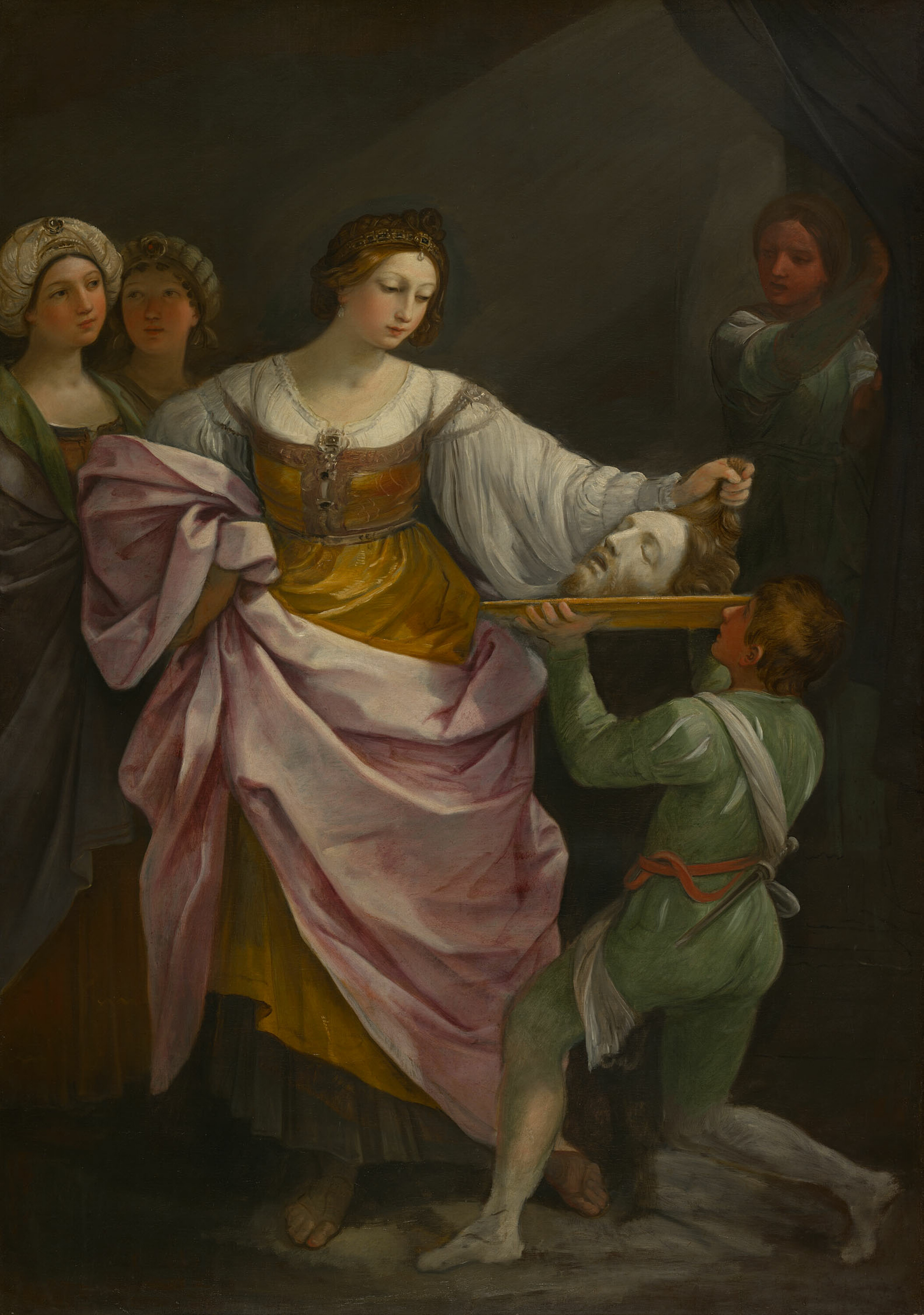
Salomè con la testa del Battista, Guido Reni

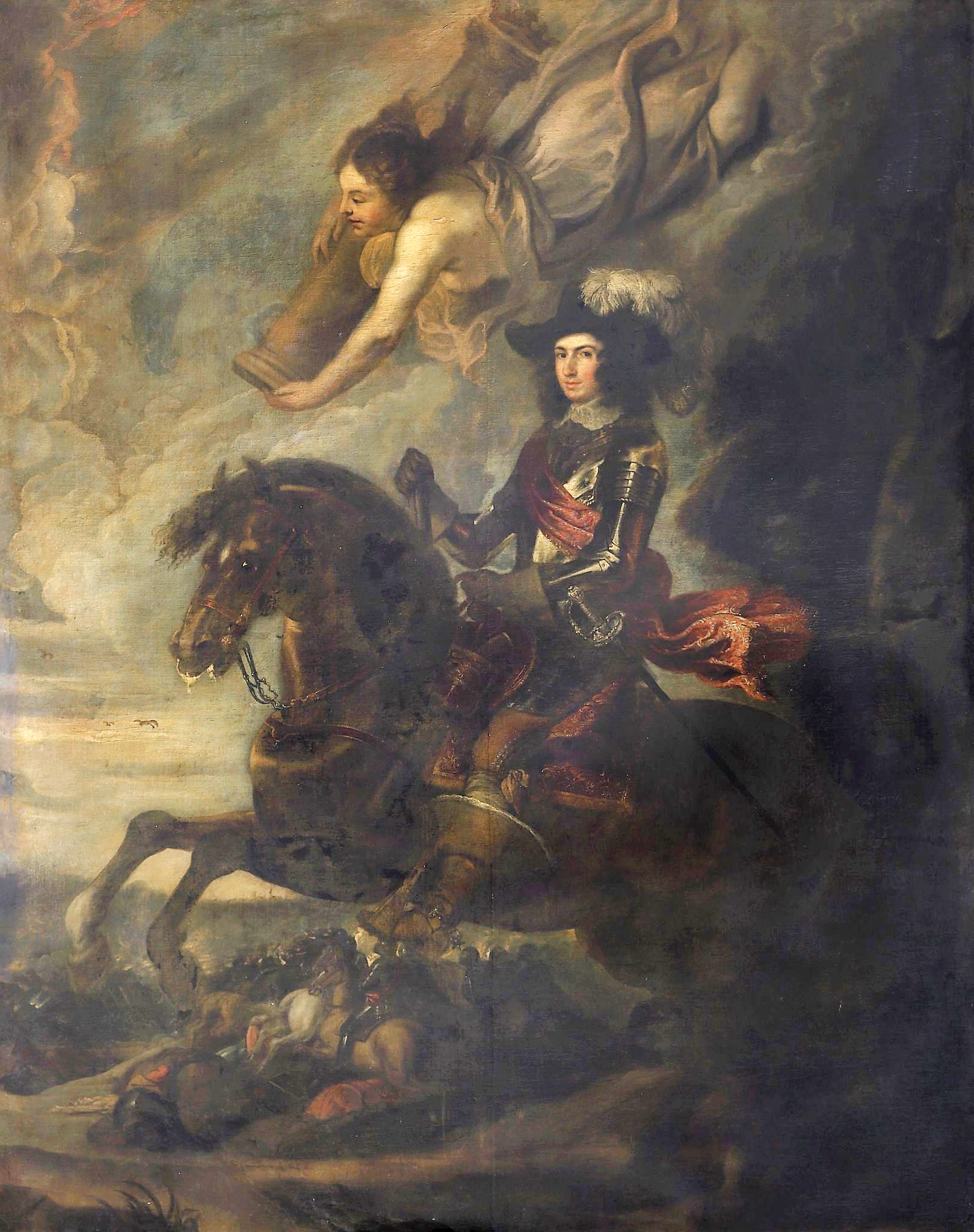
Ritratto di Carlo Colonna, duca di Marsi, Peter Paul Rubens (cerchia di)

- Francesco Albani, Ecce Homo tra due angeli con gli strumenti della Passione, Galleria Colonna, Roma
- Francesco Albani, Erminia spogliata dell’armatura, Galleria Colonna, Roma
- Francesco Albani, Paesaggio con il soggiorno di Ermina fra i pastori, Galleria Colonna, Roma
- Francesco Albani, Paesaggio con l'arrivo di Ermina fra i pastori, Galleria Colonna, Roma
- Francesco Albani, Ratto d’Europa, Galleria Colonna, Roma
- Alessandro Allori, Cristo al limbo, Galleria Colonna, Roma
- Alessandro Allori (cerchia di), Ritratto di gentiluomo con elmo, Galleria Colonna, Roma
- Cristofano Allori e bottega, San Benedetto da Norcia, Galleria Colonna, Roma
- Niccolò Alunno, Madonna del Soccorso, Galleria Colonna, Roma
- Federico Barocci, Crocifissione, Galleria Colonna, Roma
- Federico Barocci (cerchia di), Madonna della Gatta, Galleria Colonna, Roma
- Francesco Bassano il Giovane, Ecce Homo, Galleria Colonna, Roma
- Francesco Bassano il Giovane, Cena in casa di Simone, Galleria Colonna, Roma
- Leandro Bassano, Cristo in Pietà sorretto da due angeli, Galleria Colonna, Roma
- Pompeo Batoni, Ritratto del cardinale Prospero Colonna di Sciarra, Walters Art Museum, Baltimora (registrato nella collezione del ramo collaterale Colonna di Sciarra)
- Pompeo Batoni, Ritratto di Isabella Colonna Salviati, Galleria Colonna, Roma
- Jan Frans van Bloemen e Placido Costanzi, Paesaggio con figure, rovine e monumenti romani, Galleria Colonna, Roma
- Jan Frans van Bloemen e Placido Costanzi, Paesaggio con figure, armento e castello di Paliano, Galleria Colonna, Roma
- Jan Frans van Bloemen e Placido Costanzi, Paesaggio lacustre con figure e cittadella sullo sfondo, Galleria Colonna, Roma
- Jan Frans van Bloemen e Placido Costanzi, Paesaggio con figure, ponte e castello sullo sfondo, Galleria Colonna, Roma
- Jan Frans van Bloemen (maniera di), Paesaggio con figure, un pescatore e tempietto, Galleria Colonna, Roma
- Jan Frans van Bloemen (maniera di), Paesaggio con figure, armenti e città sullo sfondo, Galleria Colonna, Roma
- Anonimo bambocciante, Cavadenti, Galleria nazionale d'arte antica di palazzo Corsini, Roma
- Anonimo bambocciante, Cantastorie, Galleria nazionale d'arte antica di palazzo Corsini, Roma
- Anonimo bolognese, Ritratto di Beatrice Cenci, Galleria nazionale d'arte antica di palazzo Barberini, Roma (commissionata dal cardinale Ascanio Colonna)
- Anonimo emiliano, Madonna col Bambino (cosiddetta della Cesta), Galleria Pallavicini, Roma
- Paris Bordon, Sacra Famiglia con san Sebastiano, san Girolamo e la Maddalena, Galleria Colonna, Roma
- Paris Bordon, Sacra Famiglia con santa Elisabetta, san Giovannino e san Girolamo, Galleria Colonna, Roma
- Sandro Botticelli e bottega, Madonna col Bambino, Galleria Colonna, Roma
- Sandro Botticelli e bottega, San Giacomo Maggiore, Galleria Colonna, Roma
- Sandro Botticelli e bottega, Allegoria della Calunnia, Galleria Colonna, Roma
- Bronzino, Madonna col Bambino, sant'Anna e san Giovannino, Galleria Colonna, Roma
- Bronzino, Ritratto di Stefano IV Colonna di Sciarra, Galleria nazionale d'arte antica di palazzo Barberini, Roma (registrato nella collezione del ramo collaterale Colonna di Sciarra)
- Bronzino, Venere, Cupido e satiro, 1553-1555 circa, olio su tavola, 135 x 231 cm, Galleria Colonna, Roma
- Francesco Cairo, Figura femminile con turbante, collezione privata, Roma
- Francesco Cairo, Ritratto di Luigi Scaramuccia, Galleria nazionale d'arte antica di palazzo Barberini, Roma
- Andrea Camassei, Cimone e Ifigenia, Galleria Colonna, Roma
- Annibale Carracci, Mangiafagioli, Galleria Colonna, Roma
- Benedetto Castiglione o Jan Roos, Allegoria delle arti decorative e dell'artigianato in un paesaggio, Galleria Colonna, Roma
- Cavalier d’Arpino, Allegoria del Tempo che rapisce la Bellezza, Galleria Colonna, Roma
- Giovanni Domenico Cerrini, San Sebastiano curato dalle pie donne, Galleria Colonna, Roma
- Correggio, Ecce Homo, olio su tavola, 99×80 cm, 1526 circa, National Gallery, Londra
- Pietro da Cortona, Resurrezione di Cristo con i ritratti di alcuni esponenti della famiglia Colonna, Galleria Colonna, Roma
- Pietro da Cortona, Vocazione dei santi Pietro e Andrea, Galleria Colonna, Roma
- Pietro da Cortona, San Carlo Borromeo porta in processione il sacro Chiodo, Galleria Colonna, Roma
- Domenichino, Cacciata di Adamo ed Eva dal paradiso terrestre, 1620-1630, National Gallery, Washington[40][41]
- Domenichino, Paesaggio con Mosè e il rovereto ardente, Metropolitan Museum of Art, New York
- Domenichino, Paesaggio con Tobia e l'angelo, National Gallery, Londra
- Domenichino (copia da), San Francesco adora il crocifisso, Galleria Doria Pamphilj, Roma
- Dosso Dossi, Ritratto di Sciarra Colonna, Galleria Colonna, Roma
- Gaspard Dughet, Paesaggio campestre con figure e rocce, Galleria Colonna, Roma
- Gaspard Dughet, Paesaggio con apparizione dell'angelo a Elia, National Gallery, Londra
- Gaspard Dughet, Paesaggio con casa colonica, pastore e armenti, Galleria Pallavicini, Roma
- Gaspard Dughet, Paesaggio con castello fortificato e due pescatori, Galleria Colonna, Roma
- Gaspard Dughet, Paesaggio con l’ansa di un fiume, figure, barche e cittadella sullo sfondo, Galleria Colonna, Roma
- Gaspard Dughet, Paesaggio con l’ansa di un fiume, figure, barcaiolo, città e montagna sullo sfondo, Galleria Colonna, Roma
- Gaspard Dughet, Paesaggio con torre e figure, Galleria Pallavicini, Roma
- Gaspard Dughet, Paesaggio montuoso con due figure e città su un promontorio, Galleria Colonna, Roma
- Gaspard Dughet, Paesaggio roccioso con figure e cascate d’acqua, Galleria Colonna, Roma
- Gaspard Dughet, Paesaggio con specchio d’acqua, quattro figure, sentiero e paese turrito sullo sfondo, Galleria Colonna, Roma
- Gaspard Dughet, Paesaggio con l’ansa di un fiume, figure e montagna sullo sfondo, Galleria Colonna, Roma
- Gaspard Dughet, Paesaggio fluviale con rapida, figure e montagna sullo sfondo, Galleria Colonna, Roma
- Gaspard Dughet, Paesaggio boscoso con figure e tronchi spezzati, Galleria Colonna, Roma
- Gaspard Dughet, Paesaggio collinare con figure, sentiero e paese sullo sfondo, Galleria Colonna, Roma
- Gaspard Dughet, Paesaggio con specchio d’acqua, figure e due cittadelle su promontori, Galleria Colonna, Roma
- Gaspard Dughet, Paesaggio con tempesta, figure, un albero spezzato e un incendio sullo sfondo, Galleria Colonna, Roma
- Bartolomeo Della Gatta, Ritratto di Guidobaldo di Montefeltro, Galleria Colonna, Roma
- Giovan Battista Gennari, San Carlo Borromeo, Galleria Colonna, Roma
- Francesco Gessi, San Giovanni Battista, Galleria Colonna, Roma
- Antonio Gherardi, Mosè consegnato alla balia, Galleria Colonna, Roma
- Bartolomeo di Giovanni, Ratto delle sabine, Galleria Colonna, Roma
- Bartolomeo di Giovanni, Pace fra romani e sabini, Galleria Colonna, Roma
- Jan Gossaert, Sant'Antonio con donatore, Galleria Doria Pamphilj, Roma
- Jan Gossaert, Madonna in una chiesa, Galleria Doria Pamphilj, Roma
- Guercino, Angelo custode, olio su tela, 90,5×70 cm, 1626, Galleria Colonna, Roma
- Guercino, Arcangelo Gabriele, Galleria Colonna, Roma
- Guercino, Martirio di santa Emerenziana, olio su tela, 230×156 cm, 1654, Galleria Colonna, Roma
- Guercino, Mosè con le tavole della legge, Galleria Colonna, Roma
- Guercino, Pietà, olio su tela, 146,7×221,2 cm, 1656, Art Institute, Chicago
- Guercino, Ritorno del figliol prodigo, Timken Museum of Art, San Diego
- Guercino (bottega di), San Paolo, Galleria Doria Pamphilj, Roma
- Guercino, San Paolo eremita, Galleria Colonna, Roma
- Guercino, Sansone dà il miele ai genitori, Fine Arts Museums, San Francisco
- Guercino, Sant'Agnese, olio su tela, 119,5×94 cm, 1637, collezione privata, Inghilterra (commissionata dal cardinale Girolamo Colonna nel 1637) (vedi libro Il Guercino di D. Mahon p. 222)
- Guercino, Vergine Annunciata, Galleria Colonna, Roma
- Giovanni Lanfranco, San Carlo Borromeo, Galleria Colonna, Roma
- Giovanni Lanfranco, Maddalena in gloria sorretta dagli angeli, Galleria Colonna, Roma
- Giovanni Lanfranco (bottega di), Liberazione di san Pietro, Galleria Colonna, Roma
- Filippo Lauri, Adamo ed Eva con Caino e Abele, collezione privata, Roma
- Filippo Lauri, Espulsione di Adamo ed Eva dal Paradiso, collezione privata, Roma
- Filippo Lauri, San Francesco d'Assisi riceve le stimmate, mercato antiquario, Rimini
- Ottavio Leoni, Ritratto del cardinale Bonifacio Caetani, Galleria Colonna, Roma
- Ottavio Leoni, Ritratto del cardinale Carlo Colonna con cagnolino, Galleria Colonna, Roma
- Andrea Locatelli, Paesaggio con fiume, cascata e pescatori, collezione privata, Cosenza
- Claude Lorrain, Paesaggio con Ascanio che uccide il cervo di Silvia, Ashmolean Museum, Oxford
- Claude Lorrain, Paesaggio con Bacco al palazzo di Stafilo, Galleria Pallavicini, Roma
- Claude Lorrain, Paesaggio con Didone ed Enea e il loro seguito partono per la caccia, Kunsthalle, Amburgo
- Claude Lorrain, Paesaggio con la fuga in Egitto, Museo Thyssen Bornemisza, Madrid
- Claude Lorrain, Paesaggio con Ninfa Egeria piange Numa, Museo di Capodimonte, Napoli
- Claude Lorrain, Paesaggio con il castello della Crescenza, Metropolitan Museum of Art, New York
- Claude Lorrain, Paesaggio con il monte Parnaso, Museum of Fine Arts, Boston
- Claude Lorrain, Paesaggio con il monte Parnaso e Minerva che fa visita alle Muse, Cummery Museum of Art, Jacksonville
- Claude Lorrain, Paesaggio con Psiche salvata dal suicido, Wallraf-Richartz Museum, Colonia
- Claude Lorrain, Paesaggio con Psiche davanti al palazzo di Cupido (cosiddetto Castello incantato), National Gallery, Londra
- Claude Lorrain, Paesaggio con tempio di Venere, Galleria Pallavicini, Roma
- Claude Lorrain, Paesaggio pastorale, Kimbell Art Museum, Forth Worth
- Bernardino Luini, Madonna col Bambino, sant'Anna e san Giovannino, Galleria Colonna, Roma
- Carlo Maratta, Ritratto di Maria Mancini come Armida, Galleria Colonna, Roma
- Carlo Maratta, Ritratto virile, Galleria nazionale d'arte antica di palazzo Barberini, Roma
- Carlo Maratta, Sacrificio di Cesare (Augusto imperatore chiude le porte del tempio di Giano), Galleria Colonna, Roma
- Carlo Maratta e Gaspard Dughet, Paesaggio con bagno di Diana con ninfe e Atteone, 1657-59, Courtauld Institute of Art, Londra (proveniente dalla collezione del duca di Devonshire a Chatsworth House)
- Carlo Maratta e Gaspard Dughet, Paesaggio con giudizio di Paride, Galleria Colonna, Roma
- Carlo Maratta e Mario de' Fiori, Vaso di fiori e tre puttini, olio su specchio, Galleria Colonna, Roma
- Carlo Maratta e Mario de' Fiori, Ghirlanda di fiori e cinque puttini, olio su specchio, Galleria Colonna, Roma
- Carlo Maratta e Giovanni Stanchi Dei Fiori, Vaso di fiori e cinque puttini, olio su specchio, Galleria Colonna, Roma
- Carlo Maratta e Giovanni Stanchi Dei Fiori, Ghirlanda di fiori e quattro puttini, olio su specchio, Galleria Colonna, Roma
- Otto Marseus van Schrieck, Natura morta con fiori, funghi e rettili, Galleria Pallavicini, Roma
- Antonello da Messina, San Girolamo nello studio, olio su tavola, 45,7×36,2 cm, 1474-1475, National Gallery, Londra (registrato nell'inventario del 1689, poi tre secoli dopo ricompare in Inghilterra con l'attribuzione ad Albrecht Durer, probabilmente identificabile con quello oggi assegnato a Antonello da Messina a Londra)
- Pier Francesco Mola, Agar e Ismaele, Galleria Colonna, Roma
- Pier Francesco Mola, Rebecca al pozzo, Galleria Colonna, Roma
- Pietro Novelli, Ritratto Di Maracantonio V Colonna, Galleria Colonna, Roma
- Pietro Novelli, Ritratto di Isabella Gioeni Colonna con il figlio Lorenzo Onofrio, Galleria Colonna, Roma
- Bernard van Orley, Sette Gioie della Vergine, Galleria Colonna, Roma
- Bernard van Orley, Sette Dolori della Vergine, Galleria Colonna, Roma
- L'Ortolano, Sacra Famiglia, Galleria Pallavicini, Roma
- Jacopo Palma il Giovane, Ecce Homo, Galleria Colonna, Roma
- Jacopo Palma il Vecchio, Madonna col Bambino, san Pietro e Donatore, Galleria Colonna, Roma
- Bartolomeo Passerotti, Ritratto della famiglia di Ludovico Peracchini, Galleria Colonna, Roma
- Perugino, San Girolamo penitente nel deserto, Galleria Colonna, Roma
- Sebastiano del Piombo (cerchia di), Ritratto Del Cardinale Pompeo Colonna, Galleria Colonna, Roma
- Mattia Preti, Cristo e la Cananea, Staatsgalerie, Stoccarda
- Mattia Preti, San Carlo Distribuisce L’ElemosinaSala Azzurra
- Mattia Preti, Santa Veronica, olio su tela, 100,33×74,93 cm, 1652-1653, County Museum of Art, Los Angeles[30]
- Scipione Pulzone (ambito di), Ritratto del cardinale Ascanio Colonna, Galleria Colonna, Roma
- Scipione Pulzone, Ritratto di Felice Orsini Colonna, Galleria Colonna, Roma
- Scipione Pulzone, Ritratto di Marcantonio II Colonna, Galleria Colonna, Roma
- Scipione Pulzone, Ritratto di san Pio V Ghislieri, Galleria Colonna, Roma
- Scipione Pulzone e bottega, Ritratto di Sisto V, Galleria Colonna, Roma
- Raffaello, Madonna, Gemäldegalerie, Berlino
- Raffaello, Madonna con Bambino in trono con i santi Giovannino, Pietro, Caterina d'Alessandria, Paolo, Cecilia, Dio Padre benedicente e due angeli e serafini, Metropolitan Museum of Art, New York
- Guido Reni (scuola di), Putto dormiente, Galleria nazionale d'arte antica di palazzo Barberini, Roma (in deposito presso la Camera dei Deputati)
- Guido Reni, Salomè con la testa del Battista, olio su tela, 248,5×174 cm, 1639-1640, Art Institute, Chicago
- Guido Reni, San Francesco in preghiera e due angeli, Galleria Colonna, Roma
- Guido Reni (bottega di), Sant’Agnese, Galleria Colonna, Roma
- Michele di Ridolfo del Ghirlandaio, L’Aurora, Galleria Colonna, Roma
- Michele di Ridolfo del Ghirlandaio, La Notte, Galleria Colonna, Roma
- Michele di Ridolfo del Ghirlandaio, Venere e Amore (su disegno di Michelangelo), 1550 circa, olio su tavola, 135 x 193 cm, Galleria Colonna, Roma
- Salvator Rosa, Martirio di Attilio Regolo, olio su tela, 152×219,5 cm, Museum of Fine Arts, Richmond
- Salvator Rosa, San Giovanni Battista in una grotta, Galleria Colonna, Roma
- Salvator Rosa, Predica di san Giovanni Battista in un paesaggio, Galleria Colonna, Roma
- Salvator Rosa, Mercurio e il boscaiolo disonesto, National Gallery, Londra
- Salvator Rosa, Ritrovamento di Mosé, Institute of Arts, Detroit
- Peter Paul Rubens, Compianto sul Cristo morto, Cummer Museum of Art and Gardens, Jacksonville
- Peter Paul Rubens (bottega di), Assunzione della Vergine, Galleria Colonna, Roma
- Peter Paul Rubens (cerchia di), Ritratto di Carlo Colonna, duca di Marsi, Galleria Colonna, Roma
- Peter Paul Rubens (bottega di), Riconciliazione di Esaù con Giacobbe, Galleria Colonna, Roma
- Andrea Sacchi, Sant’Antonio resuscita un morto, Galleria nazionale d'arte antica di palazzo Barberini, Roma
- Andrea Salucci (?), Paesaggio con il porto con tempio di Vesta, Galleria nazionale d'arte antica di palazzo Corsini, Roma
- Francesco Salviati, Adamo ed Eva, Galleria Colonna, Roma
- Francesco Salviati, Autoritratto con cammeo, Galleria Colonna, Roma
- Francesco Salviati, Resurrezione di Lazzaro, Galleria Colonna, Roma
- Andrea del Sarto, Madonna incoronata da due angeli col Bambino e san Giovannino, Galleria Colonna, Roma
- Andrea del Sarto, Sacra Famiglia Barberini, Galleria Nazionale d'Arte Antica di Palazzo Barberini, Roma[42]
- Ippolito Scarsella, Vergine dona lo scapolare a san Simone Stock, Galleria Colonna, Roma
- Girolamo Siciolante da Sermoneta, Madonna col Bambino e san Giovannino, Galleria Colonna, Roma
- Girolamo Siciolante da Sermoneta, Sant'Andrea, Galleria Colonna, Roma
- Girolamo Siciolante da Sermoneta, Ritratto di Francesco II Colonna di Sciarra, Galleria nazionale d'arte antica di palazzo Barberini, Roma (registrato nella collezione del ramo collaterale Colonna di Sciarra)
- Girolamo Siciolante da Sermoneta, Santa Caterina d’Alessandria, Galleria Colonna, Roma
- Francesco Solimena, Carro con Nettuno, Galleria Colonna, Roma
- Pierre Subleyras, Sposalizio mistico di santa Caterina de’ Ricci, 1746, Galleria degli Uffizi, Firenze[43]
- David Teniers il Giovane, Airone e germano reale, Galleria Colonna, Roma
- Alessandro Tiarini, Giudizio di Salomone, Galleria Colonna, Roma
- Domenico Tintoretto, Ritratto di un giovane con petrarchino, Galleria Colonna, Roma
- Domenico Tintoretto, Ritratto virile, Galleria Colonna, Roma
- Domenico Tintoretto, Ritratto di gentiluomo con il suo segretario, Galleria Colonna, Roma
- Domenico Tintoretto, Spirito Santo adorato da una famiglia, Galleria Colonna, Roma
- Jacopo Tintoretto, Narciso alla fonte, Galleria Colonna, Roma
- Jacopo Tintoretto, Ritratto di Adrian Willaert alla spinetta, Galleria Colonna, Roma
- Jacopo Tintoretto, Ritratto di Onofrio Panvinio, Galleria Colonna, Roma
- Tiziano, Ritratto del doge Andrea Gritti, Galleria Colonna, Roma
- Tiziano, Ratto di Ganimede, National Gallery, Londra
- Francesco Trevisani, Cristo deriso, Galleria Colonna, Roma
- Francesco Trevisani, Visione di sant'Antonio, Galleria Colonna, Roma
- Cosmè Tura, Vergine Annunciata, Galleria Colonna, Roma
- Cosmè Tura, Madonna col Bambino (cosiddetta dello Zodiaco), Galleria Colonna, Roma
- Diego Velazquez, Rissa, 1630 ca., olio su tela, 28,9×39,6 cm, Galleria Pallavicini di palazzo Pallavicini Rospigliosi, Roma
- Veronese, Venere e Amore, collezione privata, Svizzera[44]
- Veronese, Ritratto di gentiluomo, Galleria Colonna, Roma
- Bartolomeo Vivarini, Madonna in trono col Bambino, Galleria Colonna, Roma
- Jacob Ferdinand Voet, Ritratto di Lorenzo Onofrio Colonna, Galleria Pallavicini, Roma
- Jacob Ferdinand Voet (?), Ritratto di Lorenzo Onofrio Colonna, Galleria Colonna, Roma
- Jacob Ferdinand Voet, Ritratto di Maria Mancini, collezione Patrizi, Roma
- Jacob Ferdinand Voet (cerchia di), Ritratto di Maria Mancini Colonna, Galleria Colonna, Roma
- Gaspar van Wittel, Paesaggio con borgo e figure, Galleria Pallavicini, Roma
- Gaspar van Wittel, Paesaggio con castello, Galleria Pallavicini, Roma
- Gaspar van Wittel, Paesaggio con pastori, Galleria Pallavicini, Roma
- Gaspar van Wittel, Veduta di Roma con il Colosseo e l'arco di Costantino, Galleria Pallavicini, Roma

## Albero genealogico degli eredi della collezione
Segue un sommario albero genealogico degli eredi della collezione Colonna dei principi di Paliano, dove sono evidenziati in grassetto gli esponenti della famiglia che hanno ereditato, custodito, o che comunque sono risultati influenti nelle dinamiche inerenti alla collezione d'arte. Per semplicità, il cognome Colonna viene abbreviato a "C.".
|                                                                                 | | | | | |                                                                                       | | | | | | | | | |                                  |                                  |
|                                                                                 | | | | Agapito C. | |                                                                                       | | | | | | | | | |                                  |                                  |
|                                                                                 | | | | | |                                                                                       | | | | | | | | | |                                  |                                  |
|                                                                                 | | | | | |                                                                                       | | | | | | | | | |                                  |                                  |
|                                                                                 | | | papa Martino V (1369–1431) (nato Oddone Colonna, divenuto pontefice nel 1417 dopo che l'imperatore Sigismondo aveva convocato un Concilio a Costanza in Germania (c'erano tre pontefici che dicevano di essere quello vero, Gregorio XII a Roma, Benedetto XIII ad Avignone e Giovanni XXIII a Pisa). Governò per 11 anni, aggiungendo tra i possedimenti familiari Paliano, Genazzano, Marino, Cave, Ardea, Lunghezza, Rocca di Cave, e anche nel Regno di Napoli, a Tagliacozzo, Amalfi e Salerno. I successivi pontefici Eugenio IV, Cesare Borgia e Clemente VII Medici fecero nuovo guerra ai Colonna.Il cardinale Pompeo Colonna anche per questi motivi favorì il sacco di Roma del 1527.) | papa Martino V (1369–1431) (nato Oddone Colonna, divenuto pontefice nel 1417 dopo che l'imperatore Sigismondo aveva convocato un Concilio a Costanza in Germania (c'erano tre pontefici che dicevano di essere quello vero, Gregorio XII a Roma, Benedetto XIII ad Avignone e Giovanni XXIII a Pisa). Governò per 11 anni, aggiungendo tra i possedimenti familiari Paliano, Genazzano, Marino, Cave, Ardea, Lunghezza, Rocca di Cave, e anche nel Regno di Napoli, a Tagliacozzo, Amalfi e Salerno. I successivi pontefici Eugenio IV, Cesare Borgia e Clemente VII Medici fecero nuovo guerra ai Colonna.Il cardinale Pompeo Colonna anche per questi motivi favorì il sacco di Roma del 1527.) | Lorenzo C. | Lorenzo C.                                                                            | | | | | | | | | |                                  |                                  |
|                                                                                 | | | | | |                                                                                       | | | | | | | | | |                                  |                                  |
|                                                                                 | | | | | |                                                                                       | | | | | | | | | |                                  |                                  |
|                                                                                 | | | | | Odoardo C. |                                                                                       | | | | | | | | | |                                  |                                  |
|                                                                                 | | | | | |                                                                                       | | | | | | | | | |                                  |                                  |
|                                                                                 | | | | | |                                                                                       | | | | | | | | | |                                  |                                  |
|                                                                                 | | | | | Fabrizio I C. (1460–1520) (I duca di Paliano) |                                                                                       | | | | | | | | | |                                  |                                  |
|                                                                                 | | | | | |                                                                                       | | | | | | | | | |                                  |                                  |
|                                                                                 | | | | | |                                                                                       | | | | | | | | | |                                  |                                  |
|                                                                                 | | | | | Ascanio I C. (1500–1557) Giovanna Aragona |                                                                                       | | | | | | | | | |                                  |                                  |
|                                                                                 | | | | | |                                                                                       | | | | | | | | | |                                  |                                  |
|                                                                                 | | | | | |                                                                                       | | | | | | | | | |                                  |                                  |
|                                                                                 | | | | | Marcantonio II C. (1535–1584) (sposato con Felicia Orsini, fu III duca di Paliano e dal 1569 acquisì il titolo di principe sul feudo)                                                         |                                                                                       | | | | | | | | | |                                  |                                  |
|                                                                                 | | | | | |                                                                                       | | | | | | | | | |                                  |                                  |
|                                                                                 | | | | | |                                                                                       | | | | | | | | | |                                  |                                  |
|                                                                                 | | Costanza C. (1555–1626) (sposata con Francesco I Sforza, marchese di Caravaggio, fu protettrice del pittore lombardo omonimo, che ospitò dapprima nel palazzo C. di Roma e successivamente lo aiutò nella fuga a Napoli, trovando dimora nel palazzo Cellammare di proprietà della famiglia Carafa, imparentata con i C. per il tramite delle nozze tra Antonio Carafa e Giovanna C., sorella di Costanza) | Costanza C. (1555–1626) (sposata con Francesco I Sforza, marchese di Caravaggio, fu protettrice del pittore lombardo omonimo, che ospitò dapprima nel palazzo C. di Roma e successivamente lo aiutò nella fuga a Napoli, trovando dimora nel palazzo Cellammare di proprietà della famiglia Carafa, imparentata con i C. per il tramite delle nozze tra Antonio Carafa e Giovanna C., sorella di Costanza) | Fabrizio II C. (1557-1580) (sposato con Anna Borromeo) | Fabrizio II C. (1557-1580) (sposato con Anna Borromeo) | Ascanio C. (1560–1608) (cardinale)                                                    | Ascanio C. (1560–1608) (cardinale) | Giovanna C. (sposò Antonio Carafa; il figlio Luigi fu il proprietario del palazzo Cellammare, dove fu ospitato Caravaggio a Napoli dopo la fuga da Roma) | Giovanna C. (sposò Antonio Carafa; il figlio Luigi fu il proprietario del palazzo Cellammare, dove fu ospitato Caravaggio a Napoli dopo la fuga da Roma)                                                                                    | | | | | | |                                  |                                  |
|                                                                                 | | | | | |                                                                                       | | | | | | | | | |                                  |                                  |
|                                                                                 | | | | | |                                                                                       | | | | | | | | | |                                  |                                  |
| Marcantonio III Colonna (1575-1595) (II principe di Paliano)                    | Marcantonio III Colonna (1575-1595) (II principe di Paliano)                                                                                     | | | | |                                                                                       | | | Filippo I C. (1578–1639) (IV principe di Paliano, sposato con Lucrezia Cybo Malaspina; fu il protettore di Caravaggio dopo la condanna a morte per l'omicidio Tomassoni, nascondendolo durante la sua fuga a Napoli nei feudi C. del Lazio) | Filippo I C. (1578–1639) (IV principe di Paliano, sposato con Lucrezia Cybo Malaspina; fu il protettore di Caravaggio dopo la condanna a morte per l'omicidio Tomassoni, nascondendolo durante la sua fuga a Napoli nei feudi C. del Lazio)                                     | | | | | |                                  |                                  |
|                                                                                 | | | | | |                                                                                       | | | | | | | | | |                                  |                                  |
|                                                                                 | | | | | |                                                                                       | | | | | | | | | |                                  |                                  |
| Marcantonio IV Colonna (1595-1611) (III principe di Paliano, morto senza eredi) | Marcantonio IV Colonna (1595-1611) (III principe di Paliano, morto senza eredi)                                                                  | Federico C. (1600–1641) | Federico C. (1600–1641) | Anna C. (1601-1658) (sposata con Taddeo Barberini, nipote di papa Urbano VIII) | Anna C. (1601-1658) (sposata con Taddeo Barberini, nipote di papa Urbano VIII) |                                                                                       | | | | | | Marcantonio V C. (1606–1659) (V principe di Paliano assieme al fratello, fu sposato con Isabella Gioeni)                     | Marcantonio V C. (1606–1659) (V principe di Paliano assieme al fratello, fu sposato con Isabella Gioeni)                     | Girolamo C. (1604-1666) (cardinale, fu V principe di Paliano assieme al fratello) | Girolamo C. (1604-1666) (cardinale, fu V principe di Paliano assieme al fratello) | ......e altri 9 fratelli/sorelle | ......e altri 9 fratelli/sorelle |
|                                                                                 | | | | | |                                                                                       | | | | | | | | | |                                  |                                  |
|                                                                                 | | | | | |                                                                                       | | | | | | | | | |                                  |                                  |
|                                                                                 | | | | Maffeo II Barberini (1631–1685) | Maffeo II Barberini (1631–1685) |                                                                                       | | Lucrezia C. (sposata con Giuseppe Lotario Conti) | Lucrezia C. (sposata con Giuseppe Lotario Conti) | Lorenzo Onofrio C. (1637-1689) (VI principe di Paliano, sposato con Maria Mancini) | Lorenzo Onofrio C. (1637-1689) (VI principe di Paliano, sposato con Maria Mancini) | | | Filippo C. (1642-1686) (sposato con Clelia Cesarini, la sua discendenza fu di stanza nel Regno di Napoli) | Filippo C. (1642-1686) (sposato con Clelia Cesarini, la sua discendenza fu di stanza nel Regno di Napoli) | ...e altri 3 fratelli/sorelle    | ...e altri 3 fratelli/sorelle    |
|                                                                                 | | | | | |                                                                                       | | | | | | | | | |                                  |                                  |
|                                                                                 | | | | | |                                                                                       | | | | | | | | | |                                  |                                  |
|                                                                                 | | | Urbano III Barberini (1662–1738) (III principe di Palestrina) | Urbano III Barberini (1662–1738) (III principe di Palestrina) | ...e altri 4 fratelli/sorelle | ...e altri 4 fratelli/sorelle                                                         | | Filippo II C. (1663–1714) (VII principe di Paliano, fu sposato in seconde nozze con Olimpia Pamphilj [1672-1731], unico matrimonio da cui ebbe figli) | Filippo II C. (1663–1714) (VII principe di Paliano, fu sposato in seconde nozze con Olimpia Pamphilj [1672-1731], unico matrimonio da cui ebbe figli)                                                                                       | Marcantonio C. (1664–1715) | Marcantonio C. (1664–1715) | Carlo C. (1665-1739) (cardinale)                                                                                             | Carlo C. (1665-1739) (cardinale)                                                                                             | Giuliano C. (1671-1732) (I principe di Sonnino, fu sposato con Giovanna van den Eynde, da cui acquisì in dote il palazzo su via Toledo e parte della collezione van den Eynde lasciata dal padre Ferdinando, I marchese di Castelnuovo; dal 1796 il nipote Andrea diede il via alla linea napoletana dei principi di Stigliano) | Giuliano C. (1671-1732) (I principe di Sonnino, fu sposato con Giovanna van den Eynde, da cui acquisì in dote il palazzo su via Toledo e parte della collezione van den Eynde lasciata dal padre Ferdinando, I marchese di Castelnuovo; dal 1796 il nipote Andrea diede il via alla linea napoletana dei principi di Stigliano) |                                  |                                  |
|                                                                                 | | | | | |                                                                                       | | | | | | | | | |                                  |                                  |
|                                                                                 | | | | | |                                                                                       | | | | | | | | | |                                  |                                  |
|                                                                                 | | | Cornelia Costanza Barberini (1716-1797) (sposata con Giulio Cesare V C. di Sciarra del ramo dei principi di Carbognano, costituiti in successione a quello dei principi di Palestrina, quest'ultimo nato dalla linea di Stefano, fratello del bisnonno di Agapito. La collezione di questo ramo familiare, dov'era tra le altre cose il Ritratto di Stefano IV C. di Sciarra, quintavolo di Giulio Cesare, si unì con la collezione Barberini di cui Cornelia Costanza era l'ultima erede) | Cornelia Costanza Barberini (1716-1797) (sposata con Giulio Cesare V C. di Sciarra del ramo dei principi di Carbognano, costituiti in successione a quello dei principi di Palestrina, quest'ultimo nato dalla linea di Stefano, fratello del bisnonno di Agapito. La collezione di questo ramo familiare, dov'era tra le altre cose il Ritratto di Stefano IV C. di Sciarra, quintavolo di Giulio Cesare, si unì con la collezione Barberini di cui Cornelia Costanza era l'ultima erede) | Agnese C. (sposata con Camillo I Borghese) | Agnese C. (sposata con Camillo I Borghese)                                            | Fabrizio II C. (1700-1755) (XVIII principe di Paliano, fu sposato con Zeferina Salviati, unica figlia di Antonio Salviati e Lucrezia Rospigliosi; grazie a queste nozze acquisì in dote la collezione Salviati, mentre i titoli familiari andarono al cugino di Zeferina, Antonio junior. Nel 1731 Fabrizio fece completare la facciata di palazzo C. sui Santi Apostoli.) | Fabrizio II C. (1700-1755) (XVIII principe di Paliano, fu sposato con Zeferina Salviati, unica figlia di Antonio Salviati e Lucrezia Rospigliosi; grazie a queste nozze acquisì in dote la collezione Salviati, mentre i titoli familiari andarono al cugino di Zeferina, Antonio junior. Nel 1731 Fabrizio fece completare la facciata di palazzo C. sui Santi Apostoli.) | Girolamo C. (1708-1763) (cardinale) | Girolamo C. (1708-1763) (cardinale) | ...e altri 5 fratelli/sorelle | ...e altri 5 fratelli/sorelle                                                                                                | | | |                                  |                                  |
|                                                                                 | | | | | |                                                                                       | | | | | | | | | |                                  |                                  |
|                                                                                 | | | | | |                                                                                       | | | | | | | | | |                                  |                                  |
|                                                                                 | Urbano Barberini C. di Sciarra (1733–1796) (VI principe di Carbognano, diede seguito al ramo e i titoli C. di Sciarra)                           | Urbano Barberini C. di Sciarra (1733–1796) (VI principe di Carbognano, diede seguito al ramo e i titoli C. di Sciarra) | Carlo Maria Barberini C. di Sciarra (1735-1819) (V principe di Palestrina, ereditò il patrimonio, i titoli e i successi della famiglia Barberini dei principi di Palestrina) | Carlo Maria Barberini C. di Sciarra (1735-1819) (V principe di Palestrina, ereditò il patrimonio, i titoli e i successi della famiglia Barberini dei principi di Palestrina) | ...e altri 8 fratelli/sorelle | ...e altri 8 fratelli/sorelle                                                         | Lorenzo Onofrio C. (1723-1779) (IX principe di Paliano) | Lorenzo Onofrio C. (1723-1779) (IX principe di Paliano) | | | | | | | |                                  |                                  |
|                                                                                 | | | | | |                                                                                       | | | | | | | | | |                                  |                                  |
|                                                                                 | | | | | |                                                                                       | | | | | | | | | |                                  |                                  |
|                                                                                 | dopo il 1880 furono dismesse diverse proprietà e feudi della famiglia Barberini C. di Sciarra, tra cui la Galleria e il palazzo su via del Corso | dopo il 1880 furono dismesse diverse proprietà e feudi della famiglia Barberini C. di Sciarra, tra cui la Galleria e il palazzo su via del Corso | | | Filippo III C. (1760-1818) (X principe di Paliano, fu sposato con Caterina di Savoia) | Filippo III C. (1760-1818) (X principe di Paliano, fu sposato con Caterina di Savoia) | | | | Fabrizio III C. (1761-1813) (fu sposato con Bianca Maria III Doria) | Fabrizio III C. (1761-1813) (fu sposato con Bianca Maria III Doria) | | | | |                                  |                                  |
|                                                                                 | | | | | |                                                                                       | | | | | | | | | |                                  |                                  |
|                                                                                 | | | | | |                                                                                       | | | | | | | | | |                                  |                                  |
|                                                                                 | | Margherita C. (1786-1864) (sposata con Giulio Cesare Rospigliosi) | Margherita C. (1786-1864) (sposata con Giulio Cesare Rospigliosi) | Vittoria C. (1791-1847) (sposata in prime nozze con Benedetto Rospigliosi-Pallavicini e in seconde con Francesco Barberini) | Vittoria C. (1791-1847) (sposata in prime nozze con Benedetto Rospigliosi-Pallavicini e in seconde con Francesco Barberini)                                                                   | Maria C. (1799-1840) (sposata con Giulio Montefeltro Lante della Rovere)              | Maria C. (1799-1840) (sposata con Giulio Montefeltro Lante della Rovere) | Petra C. (1805-1887) (sposata con Filippo Corsini) | Petra C. (1805-1887) (sposata con Filippo Corsini) | Aspreno C. (1787-1847) (XI principe di Paliano, fu sposato con Maria Giovanna Cattaneo della Volta) | Aspreno C. (1787-1847) (XI principe di Paliano, fu sposato con Maria Giovanna Cattaneo della Volta) | | | | |                                  |                                  |
|                                                                                 | | | | | |                                                                                       | | | | | | | | | |                                  |                                  |
|                                                                                 | | | | | |                                                                                       | | | | | | | | | |                                  |                                  |
|                                                                                 | | | | | |                                                                                       | | Giovanni Andrea C. (1820-1894) (XII principe di Paliano, fu sposato con Isabella Alvarez de Toledo) | Giovanni Andrea C. (1820-1894) (XII principe di Paliano, fu sposato con Isabella Alvarez de Toledo) | Teresa C. (1823–1875 (sposata con Alessandro Torlonia di cui seguito la dinastia, con varie tenute di famiglia C. che passarono ai Torlonia, anche dopo che la figlia maggiore, Annamaria Torlonia, sposò Giulio Borghese, che questi infatti conservò il cognome della moglie) | Teresa C. (1823–1875 (sposata con Alessandro Torlonia di cui seguito la dinastia, con varie tenute di famiglia C. che passarono ai Torlonia, anche dopo che la figlia maggiore, Annamaria Torlonia, sposò Giulio Borghese, che questi infatti conservò il cognome della moglie) | ...e altri 2 fratelli | ...e altri 2 fratelli | | |                                  |                                  |
|                                                                                 | | | | | |                                                                                       | | | | | | | | | |                                  |                                  |
|                                                                                 | | | | | |                                                                                       | | | | | | | | | |                                  |                                  |
|                                                                                 | | | | Prospero C. (1858-1937) (sposato con Maria Massimo, acquisì in dote il palazzo già Massimo di Rignano, oggi della linea Colonna d'Aracoeli; fu sindaco di Roma e senatore del Regno d'Italia) | Prospero C. (1858-1937) (sposato con Maria Massimo, acquisì in dote il palazzo già Massimo di Rignano, oggi della linea Colonna d'Aracoeli; fu sindaco di Roma e senatore del Regno d'Italia) |                                                                                       | | | Fabrizio C. Avella (1848-1923) (XIV principe di Paliano, sposato con Olimpia Doria Landi Pamphilj; da loro ebbe seguito la dinastia C., attuali proprietari del palazzo ai Santi Apostoli)                                                  | Fabrizio C. Avella (1848-1923) (XIV principe di Paliano, sposato con Olimpia Doria Landi Pamphilj; da loro ebbe seguito la dinastia C., attuali proprietari del palazzo ai Santi Apostoli)                                                                                      | | Marcantonio VI C. (1844-1912) (XIII principe di Paliano, fu sposato con Isabella Caracciolo)                                 | Marcantonio VI C. (1844-1912) (XIII principe di Paliano, fu sposato con Isabella Caracciolo)                                 | | |                                  |                                  |
|                                                                                 | | | | | |                                                                                       | | | | | | | | | |                                  |                                  |
|                                                                                 | | | | | |                                                                                       | | | | | | | | | |                                  |                                  |
|                                                                                 | | Mario C. | Mario C. | Piero C. (1891–1939) (governatore) | Piero C. (1891–1939) (governatore) | ...e altri 2 fratelli                                                                 | ...e altri 2 fratelli | Marcantonio VII C. (1881-1947) (XV principe di Paliano, fu sposato con Isabelle Sursock) | Marcantonio VII C. (1881-1947) (XV principe di Paliano, fu sposato con Isabelle Sursock) | ...e altri 3 fratelli/serelle | ...e altri 3 fratelli/serelle | ebbe seguito la dinastia C.; tra i figli, Vittoria sposò Leone Caetani, che creò un salotto culturale sul Teatro di Marcello | ebbe seguito la dinastia C.; tra i figli, Vittoria sposò Leone Caetani, che creò un salotto culturale sul Teatro di Marcello | | |                                  |                                  |
|                                                                                 | | | | | |                                                                                       | | | | | | | | | |                                  |                                  |
|                                                                                 | | | | | |                                                                                       | | | | | | | | | |                                  |                                  |
|                                                                                 | | ebbe seguito la dinastia C. fino al subentro del casato Chiarucci | ebbe seguito la dinastia C. fino al subentro del casato Chiarucci | Francesco C. | Francesco C. |                                                                                       | Aspreno II C. (1916-1987) (XVI principe di Paliano, fu sposato con Maria Milagros Del Drago) | Aspreno II C. (1916-1987) (XVI principe di Paliano, fu sposato con Maria Milagros Del Drago) | Sveva Vittoria C. (sposò Alfonso Pio di Savoia) | Sveva Vittoria C. (sposò Alfonso Pio di Savoia) | | | | | |                                  |                                  |
|                                                                                 | | | | | |                                                                                       | | | | | | | | | |                                  |                                  |
|                                                                                 | | | | | |                                                                                       | | | | | | | | | |                                  |                                  |
|                                                                                 | | | | Fabrizio C. (oggi proprietario del palazzo C. d'Aracoeli) | Fabrizio C. (oggi proprietario del palazzo C. d'Aracoeli) |                                                                                       | Prospero C. (XVII principe di Paliano, attuale proprietario del palazzo ai Santi Apostoli nonché dell'originaria collezione d'arte ivi rimasta custodita) | Prospero C. (XVII principe di Paliano, attuale proprietario del palazzo ai Santi Apostoli nonché dell'originaria collezione d'arte ivi rimasta custodita) | | | | | | | |                                  |                                  |
|                                                                                 | | | | | |                                                                                       | | | | | | | | | |                                  |                                  |
|                                                                                 | | | | | |                                                                                       | | | | | | | | | |                                  |                                  |
|                                                                                 | | | | | |                                                                                       | Giovanni Andrea C. (n. 1975) (erede dei titoli di Paliano) | | | | | | | | |                                  |                                  |